# Списък на минерали
А — Б — В — Г — Д — Е — Ж —
З — И — Й — К — Л — М — Н —
О — П — Р — С — Т — У — Ф —
Х — Ц — Ч — Ш — Щ — Ъ — Ю —
Я

## А
- Абелсонит (Abelsonite) = никелов порфирин
- Абернатит (Abernathyite)
- Абсвурмбахит (Abswurmbachite)
- Абхурит (Abhurite)
- Аваруит (Awaruite)
- Авгит (Augite)
- Авиценит (Avicennite)
- Авогадрит (Avogadrite)
- Аврорит (Aurorite)
- Агардит (Agardite)
- Агвиларит (Aguilarite)
- Агрелит (Agrellite)
- Агриниерит (Agrinierite)
- Адамит (Adamite)
- Аделит (Adelite)
- Адмонтит (Admontite)
- Адулар (Adularia)
- Азбест (Asbestos)
- Азопроит (Azoproite)
- Азурит (Azurite)
- Аикинит (Aikinite)
- Айналит (Ainalite)
- Айоваит (Iowaite)
- Айтелит (Eitelite)
- Айфелит (Eifelite)
- Акаганеит (Akaganeite)
- Акантит (Acanthite)
- Акатореит (Akatoreite)
- Аквамарин (Aquamarine)
- Акдалаит (Akdalaite)
- Акмит (Acmite)
- Акрохордит (Akrochordite)
- Аксаит (Aksaite)
- Аксинит (Axinite)
- Акташит (Aktashite)
- Актинолит (Actinolite)
- Акуминит (Acuminite)
- Алабандит (Alabandite)
- Алабастър (Alabaster) - разновидност на гипса
- Алакранит (Alacranite)
- Алактит (Allactite)
- Аламозит (Alamosite)
- Аланит (Allanite)
- Албит (Albite)
- Албрехтшрауфит (Albrechtschraufite)
- Алванит (Alvanite)
- Алгодонит (Algodonite)
- Алдерманит (Aldermanite)
- Алеганиит (Alleghanyite)
- Алекминскит (Alekminskite)
- Александрит (Alexandrite) = Хризоберил
- Алексит (Aleksite)
- Алемонтит = Стибарсен
- Алиетит (Aliettite)
- Алит (Alite)
- Алмандин (Almandine)
- Алоклазит (Alloclasite)
- Алопаладий = Стибиопаладинит
- Алофан (Allopane [sic])
- Алстонит (Alstonite)
- Алтаит (Altaite)
- Алтмаркит (Altmarkite)
- Алтупит (Althupite)
- Алтхаузит (Althausite)
- Алуайвит (Alluaivite)
- Алуминий (самороден) (Aluminium)
- Алуминит (Aluminite)
- Алуминокопиапит (Aluminicopiapite)
- Алумотантит (Alumotantite)
- Алумотунгстит (Alumotungstite)
- Алумофармакосидерит (Alumopharmacosiderite)
- Алумохидрокалцит (Alumohydrocalcite)
- Алунит (Alunite)
- Алуноген (Alunogen)
- Алфелдит (Alfeldite)
- Алфорсит (Alforsite)
- Алюодит (Alluaudite)
- Амазонит (Amazonite)
- Амакинит (Amakinite)
- Амалгама златна (Gold amalgam)
- Амалгама оловна (Lead amalgam)
- Амарантит (Amàrantiie)
- Амарилит (Amarilite)
- Амблигонит (Amblygonite)
- Амегинит (Ameghinite)
- Амезит (Amesite)
- Аметист (Amethyst)
- Аминофит (Aminoffite)
- Амичит (Amicite)
- Амониоалунит (Ammonioalunite)
- Амониоборит (Ammonioborite)
- Амониолевцит (Ammonioleucite)
- Амониоярозит (Ammoniojarosite)
- Амсталит (Amstallite)
- Амфибол (Amphibole)
- Анабергит (Annabergite)
- Аналцим (Analcime)
- Анандит (Anandite)
- Анапаит (Anapaite)
- Анатаз (Anatase)
- Ангелелит (Angelellite)
- Англезит (Anglesite)
- Андалузит (Andalusite)
- Андезин (Andesine)
- Андерсонит (Andersonite)
- Андорит (Andorite) = Накасеит
- Андрадит (Andradite)
- Андремайерит (Andremeyerite)
- Андрюсит (Andrewsite)
- Андуоит (Anduoite)
- Анилит (Anilite)
- Анит (Annite)
- Анкангит (Ankangite)
- Анкерит (Ankerite)
- Анколеит (Ankoleite)
- Анортит (Anorthite)
- Анортоклаз (Anorthoclase)
- Анритермиерит (Henritermierite)
- Ансилит (Ancylite)
- Антарктисит (Antarcticite)
- Антигорит (Antigorite) = Балтиморит, Пикролит
- Антимон (Antimony)
- Антимонит = Стибнит
- Антимонперсеит (Antimonpearceite)
- Антипертит (Antiperthite)
- Антлерит (Antlerite)
- Антоинит (Anthoinite)
- Антониит (Anthonyite)
- Антофилит (Anthophyllite)
- Анхидрит (Anhydrite)
- Анюйит (Anyuite)
- Апатит (Apatite)
- Апачит (Apachite)
- Апджонит (Apjohnite)
- Апловит (Aplowite)
- Апофилит (Apophyllite)
- Апуанит (Apuanite)
- Аравайпаит (Aravaipaite)
- Арагонит (Aragonite)
- Арамайоит (Aramayoite)
- Аргентит (Argentite)
- Аргентомелан (Argentomelan)
- Аргентопентландит (Argentopentlandite)
- Аргентопирит (Argentopurite)
- Аргентотенантит (Argentotennantite)
- Аргентоярозит (Argentojarosite)
- Аргиродит (Argyrodite)
- Аргутит (Argutite)
- Ардаит (Ardaite)
- Ардеалит (Ardealite)
- Арденит (Ardennite)
- Арзакит (Arzakite)
- Аристаренит (Aristarainite)
- Арканит (Arcanite)
- Арктит (Arctite)
- Аркубисит (Arcubisite)
- Армалколит (Armalcolite)
- Армангит (Armangite)
- Арменит (Armenite)
- Армстронгит (Armstrongite)
- Ароядит (Arrojadite)
- Арсен (Arsenic)
- Арсенбракебушит (Arsenbrackebuschite)
- Арсендеклуазит (Arsendecloisite)
- Арсениосидерит (Arseniosiderite)
- Арсенобисмит (Arsenobismite)
- Арсеногояцит (Arsenogoyazite)
- Арсеноклазит (Arsenoclasite)
- Арсенокрандалит (Arsenocrandallite)
- Арсеноламприт (Arsenolamprite)
- Арсенолит (Arsenolite)
- Арсенопаладинит (Arsenopalladinite)
- Арсенопирит (Arsenopyrite)
- Арсенофлоренсит (Arsenoflorensite)
- Арсенохаухекорнит (Arsenohauchecornite)
- Арсенполибазит (Arsenpolybasite)
- Арсенсулванит (Arsensulvanite)
- Арсенуранилит (Arsenuranylite)
- Арсенураноспатит (Arsenuranospathite)
- Арсенцумебит (Arsentsumebite)
- Артинит (Artinite)
- Артурит (Arthurite)
- Арупит (Arupite)
- Арфведсонит (Arfvedsonite)
- Архбарит (Arhbarite)
- Арчерит (Archerite)
- Асбекасит (Asbecasite)
- Асболан (Asbolan)
- Аселборнит (Asselbornite)
- Асисит (Asisite)
- Аспидолит (Aspidolite)
- Астраханит (Astrakhanite)
- Астрофилит (Astrophyllite)
- Астроцианит (Astrocyanite)
- Атабаскаит (Athabascaite)
- Атакамит (Atacamite)
- Атаколит (Attakolite)
- Атапулгит (Attapulgite)
- Ателестит (Atelestite)
- Атенеит (Atheneite)
- Атласовит (Atlasovite)
- Атокит (Atokite)
- Аугелит (Augelite)
- Аурикуприд (Auricupride)
- Аурипигмент (Orpiment)
- Аурихалцит (Aurichalcite)
- Ауростибит (Aurostibite)
- Аустинит (Austinite)
- Афатикатит (Affaticatite)
- Афвилит (Afwillite)
- Афганит (Afghanite)
- Афтиталит (Aphthitalite)
- Ахейлит (Aheylite)
- Ахроит (Achroite)
- Ацетамид (Acetamide)
- Ашавалит (Achavalite)
- Ашамалмит (Aschamalmite)
- Ашанит (Ashanite)
- Ашбъртонит (Ashburtonite)
- Ашкрофтин (Ashcroftine)
- Ашоверит (Ashoverite)

## Б
- Бабефит (Babefphite)
- Бабингтонит (Babingtonite)
- Бавенит (Bavenite)
- Багдадит (Baghdadite)
- Баделеит (Baddeleyte)
- Баженовит (Bazhenovite)
- Базалуминит (Basaluminite)
- Байделит (Beidellite)
- Байерит (Bayerite)
- Байюнобоит (Baiyuneboite)
- Баланжероит (Balangeroite)
- Балифолит (Balipholite)
- Балканит (Balkanite)
- Балтиморит = Антигорит
- Балякинит (Balyakinite)
- Бамболаит (Bambollaite)
- Баналсит (Banalsite)
- Бандилит (Bandylite)
- Банерманит (Bannermanite)
- Банистерит (Bannisterite)
- Баотит (Baotite)
- Барандит (Barandite) = Варисцит
- Барарит (Bararite)
- Баратовит (Baratovite)
- Барбертонит (Barbertonite)
- Барбосалит (Barbosalite)
- Баренцит (Barentsite)
- Барерит (Barrerite)
- Бариандит (Bariandite)
- Барилит (Barylite)
- Барингерит (Barringerite)
- Барингтонит (Barringtonite)
- Бариомикролит (Bariomicrolite)
- Бариоортоджоакинит (Barioorthojoaquinite)
- Бариопирохлор (Bariopyrochlore)
- Барисилит (Barysilite)
- Барит (Barite)
- Баритокалцит (Barytocalcite)
- Баритолампрофилит (Barytolamprophyllite)
- Баричит (Baricite)
- Барнесит (Barnessite)
- Бартелкеит (Bartelkeite)
- Бароасит (Barroisite)
- Барстоуит (Barstowite)
- Бартонит (Bartonite)
- Басанит (Bassanite)
- Басетит (Bassetite)
- Бастнезит (Bastnãsite)
- Батисит (Batisite)
- Баумит (Baumite)
- Баумхауерит (Baumhauerite)
- Баураноит (Bauranoite)
- Бафертисит (Bafertisite)
- Бахианит (Bahianite)
- Бацирит (Bazirite)
- Бацит (Bazzite)
- Беарсит (Bearsite)
- Беартит (Bearthite)
- Безсмертновит (Bezsmertnovite)
- Бейкерит (Bakerite)
- Бейлдонит (Bayldonite)
- Бейлиит (Bayleyite)
- Бейлисит (Baylissite)
- Бейлихлор (Baylichlore)
- Бекерелит (Becquerelite)
- Белидоит (Belidoite)
- Белинджерит (Bellingerite)
- Белит (Belite)
- Белковит (Belkovite)
- Беловит (Belovite)
- Белорусит (Belorussite)
- Белянкинит (Belyankinite)
- Бементит (Bementite)
- Бенавидесит (Benavidesite)
- Бенжаменит (Benjaminite)
- Бенитоит (Benitoite)
- Бенлеонхардит (Benleonhardite)
- Бенстонит (Benstonite)
- Бенторит (Bentorite)
- Бераунит (Beraunite)
- Берборит (Berborite)
- Бергенит (Bergenite)
- Бергслагит (Bergslagite)
- Бердесинскиит (Berdesinskiite)
- Бериит (Berryite)
- Берил (Beryl)
- Берилит (Beryllite)
- Берилонит (Beryllonite)
- Берлинит (Berlinite)
- Берманит (Bermanite)
- Бернардит (Bernardite)
- Берндтит (Berndtite)
- Бертиерин (Berthierine)
- Бертиерит (Berthierite)
- Бертосаит (Bertossaite)
- Бертрандит (Bertrandite)
- Берцелианит (Berzelianite)
- Берцелиит (Berzeliite)
- Бетафит (Betafite)
- Бетехтинит (Betekhtinite)
- Бетпакдалит (Betpakdalite)
- Беусит (Beusite)
- Бехиерит (Behierite)
- Бехоит (Behoite)
- Бжаребиит (Bjarebyite)
- Бианкит (Bianchite)
- Биберит (Bieberite)
- Биверит (Beaverite)
- Бидоит (Bideauxite)
- Бижвьотит (Byjvoetite)
- Бикитаит (Bikitaite)
- Биксбиит (Bixbyite)
- Билибинскит (Bilibinskite)
- Билиетит (Billietite)
- Билинит (Bilinite)
- Билингслеит (Billingsleyite)
- Биндхаймит (Bindheimite)
- Бинит (Binnite) = тенантит
- Биотит (Biotite)
- Бирингучит (Biringuccite)
- Бирнесит (Birnessite)
- Бисмит (Bismite)
- Бисмоклит (Bismoclite)
- Бисмут (Bismuth)
- Бисмутинит (Bismuthinite)
- Бисмутит (Bismutite)
- Бисмутомикролит (Bismutomicrolite)
- Бисмутостибиконит (Bismutostibiconite)
- Бисмутотанталит (Bismutotantalite)
- Бисмутоферит (Bismutoferrite)
- Бисмутохаухекорнит (Bismutohauchecornite)
- Бистрит (Bistrite)
- Бистрьомит (Biströmite)
- Битеплапаладит (Biteplapalladite) = меренскиит
- Битеплатинит (Biteplatinite) = мончеит
- Битиит (Bityite)
- Битовнит (Bytownite)
- Бифосфамит (Biphosphamite)
- Бичулит (Bicchulite)
- Бишофит (Bischofite)
- Блатерит (Blatterite)
- Блейкеит (Blakeite)
- Бликсит (Blixite)
- Блокит (Blockite)
- Блосит (Blossite)
- Бльодит (Blödite)
- Бобирит (Bobierrite)
- Бобфергусонит (Bobfergusonite)
- Богвадит (Bogvadite)
- Богдановит (Bogdanovite)
- Богдановичит (Bohdanowiczite)
- Богсит (Boggsite)
- Бойлеит (Boyleite)
- Бокит (Bokite)
- Болеит (Boleite)
- Боливарит (Bolivarite)
- Болтвудит (Boltwoodite)
- Бонакордит (Bonaccordite)
- Бонатит (Bonattite)
- Бончевит (Bonchevite)
- Бонщедтит (Bonshtedtite)
- Боракс (Borax)
- Борацит (Boracite)
- Боришанскиит (Borishanskiite)
- Боркарит (Borcarite)
- Борнеманит (Bornemanite)
- Борнит (Bornite)
- Борнхардит (Bornhardtite)
- Боровскит (Borovskite)
- Боствикит (Bostwickite)
- Боталакит (Botallackite)
- Ботриоген (Botryogen)
- Боромусковит (Boromuscovite)
- Боуиит (Bowieite)
- Брабантит (Brabantite)
- Бравоит (Bravoite)
- Брагит (Braggite)
- Брадлеит (Bradleyite)
- Бразилианит (Brazilianite)
- Браянит (Brianite)
- Брайтхауптит (Breithauptite)
- Брайчит (Braitschite)
- Бракебушит (Brackebuschite)
- Брамалит (Brammalite)
- Брандтит (Brandtite)
- Бранерит (Brannerite)
- Бранокит (Branockite)
- Браунит (Braunite)
- Брасит (Brassite)
- Браунмилерит (Brownmillerite)
- Бредигит (Bredigite)
- Брезинаит (Brezinaite)
- Брейсуелит (Bracewellite)
- Бренкит (Brenkite)
- Бриартит (Briartite)
- Бриндлеит (Brindleyite)
- Бритолит (Britholite)
- Бройнерит (Breunnerite) = железоносен магнезит
- Брокит (Brockite)
- Бромаргирит (Bromargyrite)
- Бромелит (Bromellite)
- Бронзит (Bronzite)
- Броценит (Brocenite) = фергусонит-бета-(Се)
- Брошантит (Brochantite)
- Бруногейерит (Brunogeierite)
- Брукит (Brookite)
- Брунятелит (Brugnatellite)
- Брусит (Brucite)
- Брушит (Brushite)
- Брьогерит (Bröggerite)
- Брюгенит (Brüggenite)
- Брюстерит (Brewsterite)
- Бузерит (Buserite)
- Буковит (Bukovite)
- Буковскиит (Bukovskyite)
- Булейинит (Bulayinite)
- Буланжерит (Boulangerite) = Фалкманит
- Булахит (Bulachite)
- Бултфонтейнит (Bultfonteinite)
- Бунзенит (Bunsenite)
- Бурангаит (Burangaite)
- Буркхардтит (Burckhardtite)
- Бурнонит (Bournonite)
- Бурпалит (Burpalite)
- Бурсаит (Bursaite)
- Бусинголтит (Boussingaultite)
- Бустамит (Bustamite)
- Бутгенбахит (Buttgenbachite)
- Бутит (Boothite)
- Бухвалдит (Buchwaldite)
- Бъдингтонит (Buddingtonite)
- Бърбанкит (Burbankite)
- Бъркеит (Burkeite)
- Бъртит (Burtite)
- Бътлерит (Butlerite)
- Бьогилдит (Böggildite)
- Бьодантит (Beudantite)
- Бьомит (Böhmite)
- Бюргерит (Buergerite)
- Бючилиит (Bütschliite)

## В
- Вавелит (Wavellite)
- Вагнерит (Wagnerite)
- Вадеит (Wadeite)
- Ваесит (Vaesite)
- Вайбулит (Weibullite)
- Вайлерит (Weilerite)
- Вайриненит (Väyrynenite)
- Вайракит (Wairakite)
- Вайрауит (Wairauite)
- Вайсбергит (Weissbergite)
- Вайсит (Weissite)
- Вакабаяшилит (Wakabayashilite)
- Валентаит (Walentaite)
- Валентинит (Valentinite)
- Валериит (Valleriite)
- Валисит (Wallisite)
- Валпургит (Walpurgite)
- Ванадинит (Vanadinite)
- Ваналит (Vanalite)
- Ванденбрандеит (Vandenbrandeite)
- Вандендрисшеит (Vandendriesscheite)
- Ванмеерсшеит (Vanmeersscheite)
- Ваноксит (Vanoxite)
- Вантаселит (Vantasselite)
- Вантхофит (Vanthoffite)
- Вануралит (Vanuralite)
- Вануранилит (Vanuranylite)
- Вар (Lime)
- Варвикит (Warwickite)
- Вариканит (Warikahnite)
- Врингтонит (Waringtonite)
- Варисцит (Variscite)
- Варламофит (Varlamoffite) = Хидрокаситерит
- Варулит (Varulite)
- Василит (Vasilite)
- Ватевилит (Wattevillite)
- Ватерсит (Wattersite)
- Вашегиит (Vashegyite)
- Веберит (Weberite)
- Вегшайдерит (Wegscheiderite)
- Веенит (Veenite)
- Везувианит (Vesuvianite)
- Вейлит (Weilite)
- Вейнебенеит (Weinebeneite)
- Вейшанит (Weishanite)
- Великит (Welikite)
- Велинит (Welinite)
- Велоганит (Weloganite)
- Венкит (Wenkite)
- Верделит (Verdelite)
- Вердингит (Werdingite)
- Вермикулит (Vermiculite)
- Вернадит (Vernadite)
- Вернерит (Wernerite)
- Верпланкит (Verplanckite)
- Версилиаит (Versiliaite)
- Вертумнит (Vertumnite)
- Весиниеит (Vesignieite)
- Вестервелдит (Westerveldite)
- Весцелиит (Veszelyite)
- Виартит (Wiartite)
- Вивианит (Vivianite)
- Вигецит (Vigezzite)
- Виденманит (Widenmannite)
- Визеит (Viseite)
- Визерит (Wiserite)
- Виитаниемиит (Viitaniemiite)
- Викенбургит (Wickenburgite)
- Викингит (Vikingite)
- Викманит (Wickmanite)
- Виксит (Wicksite)
- Виламанинит (Villamaninite)
- Вилемит (Willemite)
- Вилиамит (Willyamite)
- Вилиомит (Villiaumite)
- Вилкманит (Wilkmanite)
- Вилхелмфирлингит (Wilhelmvierlingite)
- Виляеленит (Villyaellenite)
- Вимсит (Vimsite)
- Виноградовит (Vinogradovite)
- Винсентит (Vincentite)
- Винсиенит (Vinciennite)
- Винстанлейит (Winstanleyite)
- Винчит (Winchite)
- Виоларит (Violarite)
- Виргилит (Virgilite)
- Висмирновит (Vismirnovite)
- Висоцкит (Visotskite [sic], вероятно = vysotskite) = йеншанит
- Витерит (Witherite)
- Витит (Wittite)
- Витихенит (Wittichenite)
- Витлокит (Whitlockite)
- Витусит (Vitusite)
- Витчит (Veatchite)
- Вишневит (Vishnevite)
- Владимирит (Vladimirite)
- Власовит (Vlasovite)
- Воганит (Vaughanite)
- Вогит (Voggite)
- Воджинит (Vodginite)
- Вожминит (Vozhminite)
- Вокеленит (Vauquelinite)
- Воксит (Vauxite)
- Воластонит (Wollastonite)
- Волинскит (Volynskite)
- Волковскит (Volkovskite)
- Волконскоит (Volkonskoite)
- Волтаит (Voltaite)
- Волфеит (Wolfeite)
- Волфрамит (Wolframite)
- Вонсенит (Vonsenite)
- Воробиевит (Vorobievite)
- Врбаит (Vrbaite)
- Вроволфеит (Wroewolfeite)
- Вудръфит (Woodruffite)
- Вудхаузеит (Woodhouseite)
- Вулканит (Vulkanite)
- Вулфенит (Wulfenite)
- Вуонемит (Vuonnemite)
- Вуорелайненит (Vuorelainenite)
- Вьолерит (Wöhlerite)
- Вьолсендорфит (Wölsendorfite)
- Вюанятит (Vuagnatite)
- Вюлфингит (Wülfingite)
- Вюнтспахит (Vyuntspakhite)
- Вюртцит (Wurtzite) = матраит
- Вюстит (Wüstite)
- Вялсовит (Vyalsovite)
- Вячеславит (Vyacheslavite)

## Г
- Гаанит (Gahnite)
- Габриелсонит (Gabrielsonite)
- Гагаринит (Gagarinite)
- Гадолинит (Gadolinite)
- Галаксит (Galaxite)
- Галеит (Galeite)
- Галенит (Galena)
- Галенобисмутит (Galenobismutite)
- Галит (Gallite)
- Галхаит (Galkhaite)
- Ганингит (Gunningite)
- Ганомалит (Ganomalite)
- Ганофилит (Ganophyllite)
- Гаравелит (Garavellite)
- Гарелсит (Garrelsite)
- Гарианселит (Garyansellite)
- Гарниерит (Garnierite)
- Гаронит (Garronite)
- Гартрелит (Gartrellite)
- Гаспарит (Gasparite)
- Гаспеит (Gaspeite)
- Гатумбаит (Gatumbaite)
- Гвианаит (Guyanaite)
- Геарксутит (Gearksutite)
- Гебхардит (Gebhardite)
- Геверсит (Geversite)
- Геерит (Geerite)
- Гейгерит (Geigerite)
- Гейджеит (Gageite)
- Гейдонеит (Gaidonnayite)
- Гейерит (Geyerite)
- Гейлюсит (Gaylussite)
- Гейнсит (Gainsite)
- Гейтит (Gaitite)
- Геленит (Gehlenite)
- Геминит (Geminite)
- Генкинит (Genkinite)
- Гентхелвин (Genthelvite)
- Геокронит (Geocronite)
- Георгиадесит (Georgiadesite)
- Герасимовскит (Gerasimovskite)
- Гердтремелит (Gerdtremmelite)
- Геринит (Guerinite)
- Германит (Germanite)
- Герсдорфит (Gersdorffite)
- Герстлиит (Gerstleyite)
- Герстманит (Gerstmannite)
- Герхардит (Gerhardite)
- Гетардит (Guettardite)
- Гетчелит (Getchellite)
- Гибсит (Gibbsite)
- Гийеменит (Guilleminite)
- Гикилит (Geikielite)
- Гилалит (Gilalite)
- Гилдит (Guildite)
- Гилеспит (Gillespite)
- Гилулиит (Gillulyite)
- Гинзбургит (Ginzburgite) = роджианит
- Гиниит (Giniite)
- Гипс (Gypsum)
- Гирвасит (Girvasite)
- Гирдит (Girdite)
- Гиролит (Gyrolite)
- Гисенит (Giessenite)
- Гисинит (Gysinite)
- Гитинсит (Gittinsite)
- Гладит (Gladite)
- Глазерит (Glaserite) = афтиталит
- Глауберит (Glauberite)
- Глаукодот (Glaucodot)
- Глаукокеринит (Glaucocerinite)
- Глауконит (Glauconite)
- Глаукосферит (Glaukosphaerite)
- Глаукофан (Glaucophane)
- Глаукохроит (Glaucochroite)
- Глуцин (Glucine)
- Глушинскит (Glushinskite)
- Гмелинит (Gmelinite)
- Гобинсит (Gobbinsite)
- Годлевскит (Godlevskite)
- Годовиковит (Godovikovite)
- Годфруаит (Gaudefroyite)
- Голдичит (Goldichite)
- Голдманит (Goldmanite)
- Голдфилдит (Goldfieldite)
- Гонардит (Gonnardite)
- Гониерит (Gonyerite)
- Гордонит (Gordonite)
- Горманит (Gormanite)
- Горсеиксит (Gorceixite)
- Гортдрумит (Gortdrumite)
- Госларит (Goslarite)
- Гоудейит (Goudeyite)
- Гоуерит (Gowerite)
- Гояцит (Goyazite)
- Грайсеит (Griceite)
- Гранат (Garnet) – име на група
- Грандидиерит (Grandidierite)
- Грандрийфит (Grandreefite)
- Грантсит (Grantsite)
- Графит (Graphite)
- Графтонит (Graftonite)
- Грейгит (Greigite)
- Грейит (Grayite)
- Грейтонит (Gratonite)
- Гремит (Graemite)
- Гречишчевит (Grechishchevite)
- Грийналит (Greenalite)
- Грийнокит (Greenockite)
- Грималдиит (Grimaldite)
- Гримселит (Grimselite)
- Грифит (Griphite)
- Гришунит (Grischunite)
- Гросит (Grossite)
- Гросулар (Grossular)
- Гроутит (Groutite)
- Груздевит (Gruzdevite)
- Грумантит (Grumantite)
- Грунерит (Grunerite)
- Гуанахуатит (Guanajuatite)
- Гуанглинит (Guanglinite)
- Гуанин (Guanine)
- Гугиаит (Gugiaite)
- Гудмундит (Gudmundite)
- Гумит (Gummite)
- Гупейит (Gupeiite)
- Гускрикит (Goosecreekite)
- Густавит (Gustavite)
- Гьодкенит (Goedkenite)
- Гьоргиит (Görgeyite)
- Гьотит (Goethite) = лимонит
- Гьотценит (Götzenite)

## Д
- Даванит (Davanite)
- Давидит (Davidite)
- Даврьоксит (Davreuxite)
- Даганит (Dugganite)
- Дадсонит (Dadsonite)
- Дакиардит (Dachiardite)
- Далит (Dahllite)
- Дамараит (Damaraite)
- Даналит (Danalite)
- Данбаит (Danbaite)
- Данбурит (Danburite)
- Данеморит (Dannemorite)
- Даниелсит (Danielsite)
- Дансит (D'Ansite)
- Даоманит (Daomanite)
- Дарапиосит (Darapiosite)
- Дарапскит (Darapskite)
- Датолит (Datolite)
- Даунейит (Downeyite)
- Дафнит (Daphnite) = магнезиев шамозит
- Дациншанит (Daqingshanite)
- Дворникит (Dwornikite)
- Девилин (Devilline)
- Девин (Davyne)
- Девиндтит (Dewindtite)
- Дейвисонит (Davisonite) = крандалит
- Дейингит (Dayingite)
- Дейлиит (Dalyite)
- Деклуазит (Descloizite)
- Делаит (Dellaite)
- Делафосит (Delafossite)
- Делвоксит (Delvauxite) аморфен
- Делиндеит (Delindeite)
- Делриоит (Delrioite)
- Делхаелит (Delhayelite)
- Демантоид (Demantoid)
- Демесмекерит (Demesmaekerite)
- Денингит (Denningite)
- Денисовит (Denisovite)
- Дербилит (Derbylite)
- Дервилит (Dervillite)
- Дериксит (Derriksite)
- Десмин (Desmine) = стилбит
- Десотелсит (Desautelsite)
- Деспуджолсит (Despujolsite)
- Дефернит (Defernite)
- Джайпурит (Jaipurite)
- Джалиндит (Dzhalindite)
- Джалпаит (Jalpaite)
- Джамборит (Jamborite)
- Джангунит (Janggunite)
- Джансит (Jahnsite)
- Джанхаугит (Janhaugite)
- Джафеит (Jaffeite)
- Джеймсит (Jamesite)
- Джеймсонит (Jamesonite)
- Дженит (Jennite)
- Джепеит (Jeppeite)
- Джервисит (Jervisite)
- Джеригибсит (Jerrygibbsite)
- Джеромит (Jeromite)
- Джерфишерит (Jerfischerite)
- Джефриит (Jeffreyite)
- Джианелаит (Gianellaite)
- Джимбоит (Jimboite)
- Джимтомсонит (Jimthomsonite)
- Джинбандиит (Jeanbandyite)
- Джинорит (Ginorite)
- Джоакинит (Joaquinite)
- Джококуит (Jokokuite)
- Джолифеит (Jollifeite)
- Джонбаумит (Johnbaumite)
- Джонинесит (Johninnesite)
- Джонсит (Jonesite)
- Джонсомервилеит (Johnsomervilleite)
- Джонуокит (Johnwalkite)
- Джорджеит (Georgeite)
- Джорджчаоит (Georgechaoite)
- Джосмитсит (Joesmithite)
- Джохилерит (Johillerite)
- Джузепетит (Giuseppettite)
- Джулголдит (Julgoldite)
- Джунгит (Jungite)
- Джунитоит (Junitoite)
- Джуноит (Junoite)
- Джурбанит (Jurbanite)
- Джурлеит (Djurleite)
- Диаболеит (Diaboleite)
- Диадохит (Diadochite)
- Диалаг (Diallague)
- Диамант (Diamond)
- Диаоюдаоит (Diaoyudaoite)
- Диаспор (Diaspore)
- Диафорит (Diaphorite)
- Дигенит (Digenite)
- Дизаналит (Dysanalite) = ниобоносен перовскит
- Дикинсонит (Dickinsonite)
- Дикит (Diskite)
- Диксенит (Dixenite)
- Диморфит (Dimorphite)
- Динерит (Dinerite)
- Динит (Dinite)
- Диомигнит (Diomignite)
- Диопсид (Diopside)
- Диоптаз (Dioptase)
- Дипингит (Dypingite)
- Дипир (Dypire)
- Дирит (Deerite)
- Дисакисит (Dissakisite)
- Дискразит (Dyscrasite)
- Дистен (Disthene) = кианит
- Дитмарит (Dittmarite)
- Дитрихит (Dietrichite)
- Дитцеит (Dietzeite)
- Дихроит (Dichroite) = кордиерит
- Дмищайнбергит (Dmisteinbergite)
- Добреит (Daubreeite)
- Добрелит (Daubreelite)
- Доверит (Doverite)
- Дойлеит (Doyleite)
- Доласеит (Dollaseite)
- Долерофанит (Dolerophanite)
- Доломит (Dolomite)
- Долоресит (Doloresite)
- Домейкит (Domeykite)
- Донатит (Donathite)-смес
- Донбасит (Donbassite)
- Донейит (Donnayite)
- Донпикорит (Donpeacorite)
- Донхарисит (Donharissite)
- Дорит (Dorrite)
- Дорфманит (Dorfmanite)
- Доунейит (Downeyite)
- Доусонит (Dawsonite)
- Дравит (Dravite)
- Драгманит (Drugnamite) [sic] (Drugmanite ?)
- Дрейерит (Dreyerite)
- Дресерит (Dresserite)
- Дрисдалит (Drysdallite)
- Дугласит (Douglasite)
- Дуранусит (Duranusite)
- Дуфтит (Duftite)
- Духамелит (Duhamelite)
- Дъндасит (Dundasite)
- Дътонит (Duttonite)
- Дюмонтит (Dumontite)
- Дюмортиерит (Dumortierite)
- Дюрангит (Durangite)
- Дюсертит (Dusserite) [sic] (Dussertite ?)
- Дюфренит (Dufrenite)
- Дюфренуазит (Dufrenoysite)

## Е
- Евалдит (Ewaldite)
- Евансит (Evansite)
- Евдиалит (Eudialyte)
- Евдидимит (Eudidymite)
- Евеит (Eveite)
- Евенкит (Evenkite)
- Евкаирит (Eucairite)
- Евклаз (Euclase)
- Евкриптит (Eucryptite)
- Евксенит (Euxenite)
- Евлитин (Eulytine)
- Евхроит (Euchroite)
- Егирин (Aegirine)
- Еглестонит (Eglestonite)
- Еглетонит (Eggletonite)
- Едгарбейлиит (Edgarbaileyite)
- Еденит (Edenite)
- Едингтонит (Edingtonite)
- Едскотит (Edscottite)
- Езкурит (Ezcurite)
- Ейджоит (Аjoite)
- Ейлетерсит (Eylettersite)
- Екандрюсит (Ecandrewsite)
- Еканит (Ekanite)
- Екатеринит (Ekaterinite)
- Екдемит (Ecdemite)
- Екерманит (Eckermannite)
- Екларит (Eclarite)
- Елбаит (Elbaite)
- Електрум (Electrum)
- Еленбергерит (Ellenbergerite)
- Елестадит (Ellestadite)
- Елиит (Elyite)
- Елисит (Ellisite)
- Елпазолит (Elpasolite)
- Елпидит (Elpidite)
- Емболит (Embolite)
- Ембриит (Embreyite)
- Емелеусит (Emeleusite)
- Емонсит (Emmonsite)
- Емплектит (Emplectite)
- Емпресит (Empressite)
- Енаргит (Enargite)
- Енглишит (Englishite)
- Ендлихит (Endlichite) = арсенов ванадинит
- Енигматит (Aenigmatite)
- Енстатит (Enstatite)
- Еосфорит (Eosphorite)
- Епидидимит (Epididymite)
- Епидот (Epidote)
- Епистилбит (Epistilbite)
- Епистолит (Epistolite)
- Епсомит (Epsomite)
- Ердит (Erdite)
- Еребруит (Örebroite)
- Еремеевит (Jeremeyevite) [sic] (Jeremejevite ?, Yeremeyevite ?)
- Ерикаит (Ericaite)
- Ериксонит (Ericssonite)
- Еринит (Aerinite) = корнвалит
- Ерионит (Erionite)
- Ериохалцит (Eriochalcite)
- Еритрит (Еритрин) (Erythrite)
- Еритросидерит (Erythrosiderite)
- Ерлеит (Ehrleite)
- Ерлианит (Erlianite)
- Ерлихманит (Erlichmanite)
- Ерлшанонит (Earlschanonite)
- Ернстит (Ernstite)
- Ертиксит (Ertixite)
- Еругит (Aerugite)
- Есенеит (Esseneite)
- Ескеборнит (Eskebornite)
- Ескимоит (Eskimoite)
- Есколаит (Eskolaite)
- Есперит (Esperite)
- Етрингит (Ettringite)
- Еухлорин (Euchlorine)
- Ефесит (Ephesite)
- Ефремовит (Efremovite)
- Ецтлит (Eztlite)
- Ешинит (Aeschunite) [sic] (Aeschynite ?) = есхинит

## Ж
- Жабуйелит (Zabuyelite)
- Жадеит (Jadeite)
- Жангхенгит (Zhanghengite)
- Жарчихит (Zharchikhite)
- Жедрит (Gedrite)
- Желязо (Iron)
- Жемчужниковит (Zhemchuzhnikovite)
- Жефруаит (Geffroyite)
- Живак (Mercury)
- Жиродит (Giraudite)
- Жисмондин (Gismondine)
- Жолиотит (Joliotite)
- Жонгхуацерит (Zhonghuacerite)
- Жосеит А (Joseite A)
- Жосеит В (Joseite B)
- Журавскит (Jouravskite)
- Жулиенит (Julienite)

## З
- Заварицкит (Zavaritskite)
- Заирит (Zairite)
- Занациит (Zanazziite)
- Запаталит (Zapatalite)
- Заратит (Zaratite)
- Захаровит (Zakharovite)
- Захерит (Zaherite)
- Звягинцевит (Zvyagintsevite)
- Зедерхолмит (Sederholmite)
- Зеелигерит (Seeligerite)
- Зегелерит (Segelerite)
- Земанит (Zemannite) = цеманит
- Зигенит (Siegenite)
- Зикаит (Zykaite)
- Зимбабвеит (Zimbabweite)
- Злато (Gold)
- Знукалит (Znucalite)
- Зодакит (Zodacite)
- Зорит (Zorite)
- Зоубекит (Zoubekite)
- Зуниит (Zunyite)
- Зусманит (Zussmanite)
- Зьонгеит (Söhngeite)
- Зюсит (Suessite)

## И
- Ивакиит (Iwakiite)
- Идаит (Idaite)
- Идриалит (Idrialite)
- Изокит (Isokite)
- Изоклакеит (Isoklakeite)
- Изокласит (Isoclasite)
- Изокубанит (Isocubanite)
- Изомертиеит (Isomertieite) = Фенглуанит
- Изофероплатина (Isoferroplatinum)
- Иименгит (Yimengite)
- Иимориит (Iimoriite)
- Икаит (Ikaite)
- Икерит (Eakerite)
- Икикеит (Ikikeite)
- Иксиолит (Ixiolite)
- Икунолит (Ikunolite)
- Илваит (Ilvaite)
- Илезит (Ilesite)
- Илерит (Ilerite)
- Илимаусит (Ilimaussite)
- Илит (Illite)
- Илмайокит (Ilmajokite)
- Илменит (Ilmenite)
- Илменорутил = стрюверит
- Илсеманит (Ilsemannite)
- Имандрит (Imandrite)
- Имгреит (Imgreite)
- Имитерит (Imiterite)
- Имоголит (Imogolite)
- Имхофит (Imhofite)
- Инаглиит (Inaglyite)
- Ингерсонит (Ingersonite)
- Ингодит (Ingodite)
- Индерборит (Inderborite)
- Индерит (Inderite)
- Индиалит (Indialite)
- Индигирит (Indigirite)
- Индиголит (Indigolite)
- Индий (Indium)
- Индит (Indite)
- Инелит (Innelite)
- Инесит (Inesite)
- Инкаит (Incaite)
- Инсизваит (Insizwaite)
- Иньоит (Inyoite)
- Иракит (Iraqite)
- Иранит (Iranite)
- Ирарсит (Irarsite)
- Иригинит (Iriginite)
- Иридарсенит (Iridarsenite)
- Иридий (Iridium)
- Иридосмин (Iridosmine)
- Ирландит (Earlandite)
- Иртемит (Irhtemite)
- Иртишит (Irtyshite)
- Итоит (Itoite)
- Итриалит (Yttrialite)
- Итробетафит (Yttrobetafite)
- Итроколумбит (Yttrocolumbite)
- Итрокразит (Yttrocrasite)
- Итропирохлор (Yttropyrochlore)
- Итротанталит (Yttrotantalite)
- Итротунгстит (Yttrotungstite)
- Ишикаваит (Ishikawaite)

## Й
- Йедлинит (Yedlinite)
- Йеелимит (Ye'elimite)
- Йекораит (Yecoraite)
- Йеншанит (Yenshanite) = висоцкит
- Йетманит (Yeatmanite)
- Йиксунит (Yixunite)
- Йименгит (Yimengite)
- Йингджангит (Yingjiangite)
- Йодаргирит (Iodargyrite)
- Йодерит (Yoderite)
- Йолит (Iolite) = кордиерит
- Йорданит (Jordanite)
- Йордизит (Jordisite) аморфен
- Йофортиерит (Yofortierite)
- Йоханит (Johannite)
- Йохансенит (Johannsenite)
- Йохачидолит (Johachidolite)
- Йошимураит (Yoshimuraite)
- Йошиокаит (Yoshiokaite)

## К
- Каанит (Cahnite)
- Каатиалаит (Kaatialaite)
- Кабриит (Cabriite)
- Кавазулит (Kawazulite)
- Кавансит (Cavansite)
- Кадваладерит (Cadwaladerite)
- Кадмоселит (Cadmoselite)
- Кадирелит (Kadyrelite)
- Кадмий (Cadmium)
- Казаковит (Kazakovite)
- Казахстанит (Kazakhstanite)
- Казолит (Kasolite)
- Каинит (Kainite)
- Кайлхауит (Keilhauite)
- Кайнозит (Kainosite)
- Какоксенит (Cacoxenite)
- Калаверит (Calaverite)
- Калаганит (Callaghanite)
- Калай (Tin)
- Каламин (Calamine) = хемиморфит
- Калборсит (Kalborsite)
- Калдерит (Calderite)
- Каледонит (Caledonite)
- Калерит (Kahlerite)
- Калиборит (Kaliborite)
- Калиева селитра (Niter)
- Калиева стипца (Potassium Alum)
- Калининит (Kalininite)
- Калинит (Kalinite)
- Калиофилит (Kaliophilite)
- Калипирохлор (Kalipyrochlore)
- Калистронцит (Kalistrontite)
- Калицинит (Kalicinite)
- Калкинсит (Calkinsite)
- Калкласит (Calclacite)
- Калкярлит (Calcjarlite)
- Каломел (Calomel)
- Калсилит (Kalsilite)
- Калциборит (Calciborite)
- Калциоансилит (Calcio-ancylite)
- Калциобетафит (Calciobetafite)
- Калциокопиапит (Calciocopiapite)
- Калциотантит (Calciotantite)
- Калциоураноит (Calciouranoite)
- Калциоферит (Calcioferrite)
- Калциофолбортит (Calciovolborthite)
- Калциохилерит (Calciohilairite)
- Калциртит (Calzirtite)
- Калцит (Calcite)
- Калюметит (Calumetite)
- Камаишилит (Kamaishilite)
- Камасит (Kamacite)
- Камбалдаит (Kambaldaite)
- Камеролаит (Camerolaite)
- Камеронит (Cameronite)
- Каминит (Caminite)
- Камиокит (Kamiokite)
- Камитугаит (Kamitugaite)
- Камотоит (Kamotoite)
- Кампиляит (Campigliaite)
- Камчаткаит (Kamchatkite)
- Канавесит (Canavesite)
- Канасит (Canasite)
- Канафит (Canaphite)
- Кандилит (Quandilite)
- Канемит (Kannemite)
- Каницарит (Cannizzarite)
- Канкит (Kankite)
- Канкринит (Cancrinite)
- Каноит (Kanoite)
- Канонаит (Kanonaite)
- Канфилдит (Canfieldite)
- Каолинит (Kaolinite)
- Капгаронит (Capgaronite)
- Капеленит (Cappelenite)
- Караколит (Caracolite)
- Каратиит (Caratiite) = пийпит
- Карбоборит (Carboborite)
- Карбойрит (Carboirite)
- Карбоидит (Carrboydite)
- Карбонадо (Carbonado)
- Карборунд (Carborundum) = синтетичен моасанит
- Карбоцернаит (Carbocernaite)
- Карелианит (Karelianite)
- Карибибит (Karibibite)
- Кариинит (Carynite)
- Кариопилит (Caryopilite)
- Кариоцерит (Caryocerite) = ториев меланоцерит
- Карлетонит (Carletonite)
- Карлинит (Carlinite)
- Карлит (Karlite)
- Карлостуранит (Carlosturanite)
- Карлсбергит (Carlsbergite)
- Карлфризит (Carlfriesite)
- Карлхинтцеит (Carlhintzeite)
- Карминит (Carminite)
- Карналит (Carnallite)
- Карнасуртит (Karnasurtite)
- Карнеол (Carnelian)
- Карнотит (Carnotite)
- Каробиит (Carobbiite)
- Каролит (Carrollite)
- Карпатит (Karpatite)
- Карпинскит (Karpinskite)
- Карфолит (Carpholite)
- Каседанеит (Cassedanneite)
- Касит (Kassite)
- Каситерит (Cassiterite)
- Касидиит (Cassidyite)
- Каскандит (Cascandite)
- Каспарит (Kasparite)
- Кастейнгит (Castaingite)
- Касуелсилверит (Caswellsilverite)
- Катаплеит (Catapleiite)
- Катаямалит (Katayamalite)
- Катиерит (Cattierite)
- Катоит (Katoite)
- Катоптрит (Katoptrite)
- Катофорит (Katophorite)
- Кафарсит (Cafarsite)
- Кафетит (Cafetite)
- Кафехидроцианит (Kafexydrocyanite)
- Кахолонг (Cacholong)
- Кашинит (Kashinite)
- Кванфйелдит (Qyanefjeldite)
- Кварц (Quartz)
- Кварцин (Quartzine)
- Квeнселит (Quenselite)
- Квенщедит (Quenstedtite)
- Кеатит (Keatite)
- Кегелит (Kegelite)
- Кейвиит (Keivyite)
- Кейит (Keyite)
- Кейлит (Keilite)
- Кейсихит (Caysichite)
- Кейтконит (Keithconnite)
- Кекит (Keckite)
- Келдишит (Keldyshite)
- Келиит (Kellyite)
- Келянит (Kelyanite)
- Камерерит (Kämmererite) = хромов клинохлор
- Кемлицит (Kemmlitzite)
- Кемпит (Kempite)
- Кенияит (Kenyaite)
- Кентролит (Kentrolite)
- Кермезит (Kermesite)
- Кернит (Kernite)
- Керстенит (Kerstenite)
- Керсутит (Kaersutite)
- Керченит (Kertschenite)
- Кестерит (Kersterite)
- Кетнерит (Kettnerite)
- Кетцалкоатлит (Quetzalcoatlite)
- Кехлибар (Amber)
- Кехоеит (Kehoeite)
- Кианит (Kyanite)
- Кивуит (Kivuite)
- Кидкрийкит (Kiddcreekite)
- Кидуелит (Kidwellite)
- Кизерит (Kieserite)
- Кизилкумит (Kyzylkumite)
- Килалаит (Killalaite)
- Килхоанит (Kilchoanite)
- Кимробинсонит (Kimrobinsonite)
- Кимураит (Kimuraite)
- Кимзеит (Kimzeyite)
- Кингит (Kingite)
- Кингсмаунтит (Kingsmountite)
- Киничилит (Kinichilite)
- Киноит (Kinoite)
- Киношиталит (Kinoshitalite)
- Кипушит (Kipushite)
- Киркиит (Kirkiite)
- Кирщайнит (Kirschteinite)
- Кистонеит (Keystoneite)
- Китатиниит (Kittatinnyite)
- Китайбелит (Kitaibelite)
- Киткаит (Kitkaite)
- Кладноит (Kladnoite)
- Клайнит (Kleinite)
- Клараит (Claraite)
- Кларингбулит (Claringbullite)
- Кларкеит (Clarkeite)
- Клаудетит (Claudetite)
- Клаусталит (Clausthalite)
- Клебелсбергит (Klebelsbergite)
- Клеберит (Kleberite)
- Клееманит (Kleemanite)
- Клейофан (Cleiophane)
- Клерит (Clerite)
- Кливеландит (Cleavelandite)
- Клинобехоит (Clinobehoite)
- Клинобисванит (Clinobisvanite)
- Клиноджимтомпсонит (Clinojimthompsonite)
- Клиноедрит (Clinohedrite)
- Клиноенстатит (Clinoenstatite)
- Клиноеулит (Clinoeulite)
- Клиноклаз (Clinoclase)
- Клинокурчатовит (Clinokurchatovite)
- Клиноптилолит (Clinoptilolite)
- Клиносафлорит (Clinosafflorite)
- Клинотиролит (Clinotyrolite)
- Клинотоберморит (Clinotobermorite)
- Клиноунгемахит (Clinoungemachite)
- Клиноферосилит (Clinoferrosilite)
- Клинофосинаит (Clinophosinaite)
- Клинохалкоменит (Clinochalcomenite)
- Клинохиперстен (Clinohypersthene)
- Клинохлор (Clinochlore)
- Клинохумит (Clinohumite)
- Клиноцоизит (Clinozoisite)
- Клинтонит (Clintonite)
- Клифордит (Cliffordite)
- Клифтонит (Cliftonite)
- Клокманит (Klockmannite)
- Ключевскит (Klyuchevskite)
- Кнебелит (Knebelite) = манганоносен фаялит
- Кнорингит (Knorringite)
- Коалингит (Coalingite)
- Коашвит (Koashvite)
- Кобалтаустинит (Cobaltaustinite)
- Кобалтин (Cobaltite)
- Кобалткоритнигит (Cobaltkoritnigite)
- Кобалтпентландит (Cobaltpentlandite)
- Кобалтципеит (Cobaltzippeite)
- Кобалтоменит (Cobaltomenite)
- Кобеит (Kobeite)
- Кобелит (Kobellite)
- Ковдорскит (Kovdorskite)
- Ковелин (Covellite)
- Когаркоит (Kogarkoite)
- Коесит (Coesite)
- Кожулит (Kozulite)
- Койотеит (Koyoteite)
- Коквимбит (Coquimbite)
- Кокониноит (Coconinoite)
- Коктаит (Koktaite)
- Коларит (Kolarite)
- Колбекит (Kolbeckite)
- Колвезит (Kolwezite)
- Колеманит (Colemanite)
- Колимит (Kolymite)
- Колинсит (Collinsite)
- Колицит (Kolicite)
- Колквирит (Colquirite)
- Коловратит (Kolovratite)
- Колорадоит (Coloradoite)
- Колофан (Collophane)
- Колумбит (Columbite)
- Колусит (Colusite)
- Колфанит (Colfanite)
- Команчеит (Comancheite)
- Комаровит (Komarovite)
- Комбатит (Kombatite)
- Комбеит (Combeite)
- Комблайнит (Comblainite)
- Комковит (Komkovite)
- Компрейнасит (Compreignacite)
- Конгсбергит (Kongsbergite)
- Конголит (Congolite)
- Кондьорит (Kondërite)
- Конелит (Connellite)
- Конинкит (Koninckite)
- Конихалцит (Conichalcite)
- Коняит (Konyaite)
- Копиапит (Copiapite)
- Корвусит (Corvusite)
- Кордероит (Corderoite)
- Кордиерит (Cordierite)
- Кордилит (Cordylite)
- Коренсит (Corrensite)
- Коржинскит (Korzhinskite)
- Коритнигит (Koritnigite)
- Коркит (Corkite)
- Корнвалит (Cornwallite)
- Корнелит (Kornelite)
- Корнерупин (Kornerupine)
- Корнетит (Cornetite)
- Корнубит (Cornubite)
- Коронадит (Coronadite)
- Корунд (Corundum)
- Коршуновскит (Korshunovskite)
- Косалит (Cosalite)
- Космохлор (Kosmochlore)
- Костибит (Costibite)
- Костилевит (Kostylevite)
- Костовит (Kostovite)
- Котоит (Kotoite)
- Котулскит (Kotulskite)
- Котунит (Cotunnite)
- Коулсит (Cowlesite)
- Коутекит (Koytekite)
- Коутинит (Coutinite) = лантанит
- Кофинит (Coffinite)
- Кохенит (Cohenite)
- Кохромит (Cochromite)
- Крайслит (Kraisslite)
- Крандалит (Crandallite)
- Кратохвалит (Kratochvilite)
- Краусит (Krausite)
- Краускопфит (Krauskopfite)
- Краутит (Krautite)
- Креднерит (Crednerite)
- Кремерсит (Kremersite)
- Кренерит (Krennerite)
- Крибергит (Kribergite)
- Кридит (Creedite)
- Кридлеит (Criddleite)
- Крижановскит (Krizhanovskite)
- Кризейит (Creaseyite)
- Криновит (Krinovite)
- Криолит (Cryolite)
- Криолитионит (Cryolithionite)
- Криптомелан (Cryptomelane)
- Криптохалит (Cryptohalite)
- Кристит (Christite)
- Кристобалит (Cristobalite)
- Крихтонит (Crichtonite)
- Крокоит (Crocoite)
- Кронщедтит (Cronstedtite)
- Кросит (Crossite)
- Крукесит (Crookesite)
- Крупкаит (Krupkaite)
- Крутаит (Krutaite)
- Крутовит (Krutovite)
- Крьонкит (Kröhnkite)
- Ксантиосит (Xanthiosite)
- Ксантокон (Xanthoconite)
- Ксантоксенит (Xanthoxenite)
- Ксантофилит (Xanthophyllite) = клинтонит
- Ксенотим (Xenotime)
- Ксингжонгит (Xingzhongite)
- Кситиешанит (Xitieshanite)
- Ксокомекатлит (Xocomecatlite)
- Ксонотлит (Xonotlite)
- Ктенасит (Ktenasite)
- Куалстибит (Cualstibite)
- Кубанит (Cubanite)
- Кузминит (Kuzminite)
- Кузнецовит (Kuznetsovite)
- Кукеит (Cookeite)
- Куксит (Kuksite)
- Куланит (Kulanite)
- Кулерудит (Kullerudite)
- Кулиокит (Kuliokite)
- Кулкеит (Kulkeite)
- Кулсонит (Coulsonite)
- Кумбсит (Coombsite)
- Куменгеит (Cumengeite)
- Кумрит (Cymrite)
- Кунцит (Kunzite)
- Купалит (Cupalite)
- Куперит (Cooperite)
- Куплетскит (Kupletskite)
- Куприт (Cuprite)
- Купробисмутит (Cuprobismitite)
- Купроиридсит (Cuproiridsite)
- Купрокопиапит (Cuprocopiapite)
- Купропавонит (Cupropavonite)
- Купрориваит (Cuprorivaite)
- Купрородсит (Cuprorhodsite)
- Купросклодовскит (Cuprosklodowskite)
- Купростибит (Cuprostibite)
- Купротунгстит (Cuprotungstite)
- Купрофаустит (Cuprofaustite)
- Кургантаит (Kurgantaite) = стронциев тирецкит
- Курамит (Kuramite)
- Куранахит (Kuranakhite)
- Куретонит (Curetonite)
- Курнаковит (Kurnakovite)
- Курчатовит (Kurchatovite)
- Курумсакит (Kurumsakite)
- Куспидин (Cuspidine)
- Кусуит (Kusuite) = уейкфилдит
- Кутинаит (Kutinaite)
- Кутнахорит (Kutnahorite)
- Куцтикит (Cuzticite)
- Къмингтонит (Cummingtonite)
- Кьоненит (Könenite)
- Кьотигит (Köttigite)
- Кьохлинит (Koechlinite)
- Кюриенит (Curienite)
- Кюрит (Curite)

## Л
- Лабрадор (Labradorite)
- Лабунцовит (Labuntsovite)
- Лавендулан (Lavendulan)
- Лавенит (Låvenite)
- Лавренсит (Lawrencite)
- Лаврентиевит (Lavrentievite)
- Лазаревичит (Lazarevicite)
- Лазаренкоит (Lazarenkoite)
- Лазулит (Lazulite)
- Лазурит (Lazurite)
- Лайтакарит (Laitakarite)
- Лайхунит (Laihunite)
- Лакруаит (Lacroixite)
- Ламерит (Lammerite)
- Лампрофилит (Lamprophyllite)
- Ланаркит (Lanarkite)
- Лангбеинит (Langbeinite)
- Лангит (Langite)
- Лангисит (Langisite)
- Ландауит (Landauite)
- Ландесит (Landesite)
- Ланонит (Lannonite)
- Лансфордит (Lansfordite)
- Лантанит (Lanthanite)
- Лапиеит (Lapieite)
- Лапландит (Laplandite)
- Лардерелит (Larderellite)
- Ларнит (Larnite)
- Ларосит (Larosite)
- Ларсенит (Larsenite)
- Ларимар
- Латиумит (Latiumite)
- Латрапит (Latrappite)
- Лауеит (Laueite)
- Лаурелит (Laurelite)
- Лаурионит (Laurionite)
- Лаурит (Laurite)
- Лаусенит (Lausenite)
- Лаутарит (Lautarite)
- Лаутит (Lautite)
- Лафамит (Laphamite)
- Лафитит (Laffittite)
- Левиклодит (Levyclaudite)
- Левин (Levyne)
- Левкосфенит (Leucosphenite)
- Левкофан (Leucophanite)
- Левкофосфит (Leucophosphite)
- Левкофьоницит (Leucophoenicite)
- Левцит (Leucite)
- Леграндит (Legrandite)
- Лед (Ice) = твърда форма на вода
- Ледхилит (Leadhillite)
- Лейтеит (Leiteite)
- Лейтонит (Leightonite)
- Лейфит (Leifite)
- Леконтит (Lecontite)
- Лемуанит (Lemoynite)
- Ленгенбахит (Lengenbachite)
- Ленерит (Lehnerite)
- Лениленапеит (Lennilenapeite)
- Ленинградит (Leningraite)
- Леноблит (Lenoblite)
- Леонит (Leonite)
- Леонхардит (Leonhardite) = частично дехидратиран ломонтит
- Леперсонит (Lepersonite)
- Лепидокрокит (Lepidocrocite)
- Лепидолит (Lepidolite)
- Лепидомелан (Lepidomelane)
- Лермонтовит (Lermontovite)
- Летовицит (Letovicite)
- Лехиит (Lehiite) = крандалит + апатит
- Лешателиерит
- Лиандратит (Liandratite)
- Либенбергит (Libenbergite)
- Либерит (Liberite)
- Либетенит (Libethenite)
- Либигит (Liebigite)
- Ливеингит (Liveingite)
- Ливингстонит (Livingstonite)
- Лидикоатит (Liddicoatite)
- Лизардит (Lizardite)
- Ликасит (Likasite)
- Лилианит (Lillianite)
- Лимонит = гьотит
- Линарит (Linarite)
- Линдакерит (Lindackerite)
- Линдгренит (Lindgrenite)
- Линдслейит (Lindsleyite)
- Линдстрьомит (Lindströmite)
- Линеит (Linnaeite)
- Линтисит (Lintisite)
- Лионсит (Lyonsite)
- Лиотит (Liottite)
- Липскомбит (Lipscombite)
- Лироконит (Liroconite)
- Лисетит (Lisetite)
- Лискердит (Liskeardite)
- Литаргит (Litharge)
- Литидионит (Litidionite)
- Литиоводжинит (Lithiowodginite)
- Литиомарстурит (Lithiomarsturite)
- Литиотантит (Lithiotantite)
- Литиофилит (Lithiophilite)
- Литиофорит (Lithiophorite)
- Литиофосфат (Lithiophosphate)
- Литосит (Lithosite)
- Лишиженит (Lishizhenite)
- Ловдарит (Lovdarite)
- Ловерингит (Loveringite)
- Ловозерит (Lovozerite)
- Лозеит (Loseyite)
- Лойхтенбергит (Leuchtenbergite)
- Локаит (Lokkaite)
- Ломоносовит (Lomonosovite)
- Ломонтит (Laumontite)
- Лонгбанит (Långbanite)
- Лонеит (Launayite)
- Лонсдейлит (Lonsdaleite)
- Лопарит (Loparite)
- Лопецит (Lopezite)
- Лорандит (Lorandite)
- Лоранскит (Loranskite)
- Лоренценит (Lorenzenite)
- Лотармайерит (Lotharmeyerite)
- Лоудоунит (Loudounite)
- Лоункрийкит (Lonecreekite)
- Лоуренсвалсит (Lourenswalsite)
- Лоуренсит (Lowrencite)
- Лоусонбауерит (Lawsonbauerite)
- Лоусонит (Lawsonite)
- Лохлинит (Loughlinite)
- Луанхеит (Luanheite)
- Лудвигит (Ludwigite)
- Луденит (Luddenite)
- Луджибаит (Ludjibaite)
- Лудламит (Ludlamite)
- Лудлокит (Ludlockite)
- Луетеит (Luetheite)
- Луешит (Lueshite)
- Лузонит (Luzonite)
- Лузунгит (Lusungite)
- Лукасит (Lucasite)
- Луньокит (Lun'okite)
- Льовеит (Löweite)
- Льолингит (Löllingite)
- Люисит (Lewisite)
- Люнебургит (Lüneburgite)
- Люсакит (Lusakite)

## М
- Магадиит (Magadiite)
- Магбасит (Magbasite)
- Магнезиоаксинит (Magnesioaxinite)
- Магнезиоантофилит (Magnesioanthophyllite)
- Магнезиообертит (Magnesioaubertite)
- Магнезиожедрит (Magnesiogedrite)
- Магнезиосаданагаит (Magnesiosadanagaite)
- Магнезиокарфолит (Magnesiocarpholite)
- Магнезиокъмингтонит (Magnesiocummingtonite)
- Магнезиокопиапит (Magnesiocopiapite)
- Магнезиотарамит (Magnesiotaramite)
- Магнезиорибекит (Magnesioriebeckite) = Свиднеит
- Магнезиоферит (Magnesioferrite)
- Магнезиохлоритоид (Magnesiochloritoid)
- Магнезиохромит (Magnesiochromite)
- Магнезиохълсит (Magnesiohulsite)
- Магнезит (Magnesite)
- Магнетит (Magnetite)
- Магнетоплумбит (Magnetoplumbite)
- Магнолит (Magnolite)
- Магнусонит (Magnusonite)
- Магхемит (Maghemite)
- Мадокит (Madocite)
- Майенит (Mayenite)
- Майерсит (Miersite)
- Майерхоферит (Meyerhofferite)
- Майкснерит (Meixnerite)
- Майнхилит (Minehillite)
- Майченерит (Michenerite)
- Макаусланит (Mcauslanite)
- Макалистерит (Mcallisterite)
- Макатит (Makatite)
- Макбърнеит (Mcbirneite)
- Макгилит (Mcgillite)
- Макгинесит (Mcguinnesite)
- Макговернит (Mcgovernite)
- Макдоналдит (Macdonaldite)
- Македонит (Macedonite)
- Макеит (Mackayite)
- Макинауит (Mackinawite)
- Макинстриит (Mckinstryite)
- Маккелвеит (Mckelveyite)
- Макконелит (Mcconnellite)
- Маккуартит (Macquartite)
- Макнирит (Mcnearite)
- Маколейит (Macaulayite)
- Максвелит (Maxwellite)
- Макфалит (Macfallite)
- Макферсонит (Macphersonite)
- Маладрит (Malladrite)
- Маланит (Malanite)
- Малардит (Mallardite)
- Малахит (Malachite)
- Малаяит (Malayaite)
- Малдонит (Maldonite)
- Мамотит (Mammothite)
- Манандонит (Manandonite)
- Манардит (Mannardite)
- Манасеит (Manasseite)
- Манганарсит (Manganarsite)
- Манганбелянкинит (Manganbelyankinite)
- Манганит (Manganite)
- Мангангордонит (Mangangordonite)
- Манганозит (Manganosite)
- Манганокалцит (Manganocalcite)
- Манганостибит (Manganostibite)
- Манганотапиолит (Manganotapiolite)
- Манганохромит (Manganochromite)
- Манганотихит (Manganotychite)
- Манганотанталит (Manganotantalite)
- Манганхумит (Manganhumite)
- Мандариноит (Mandarinoite)
- Манджироит (Manjiroite)
- Мансфилдит (Mansfieldite)
- Мантиенеит (Mantienneite)
- Мапимит (Mapimite)
- Маргарит (Margarite)
- Маргаритасит (Margaritasite)
- Маргаросанит (Margarosanite)
- Мариалит (Marialite)
- Марикопаит (Maricopaite)
- Марипозит (Mariposite) = хромов фенгит
- Марит (Marrite)
- Маричит (Maricite)
- Марказит (Marcasite)
- Марматит (Marmatite)
- Марокит (Marokite)
- Марстурит (Marsturite)
- Мартит (Martite)
- Мартозит (Marthozite)
- Маршит (Marshite)
- Масикот (Massicot)
- Масканит (Mascagnite)
- Масловит (Maslovite)
- Масутомилит (Masutomilite)
- Масюйит (Masuyite)
- Матагамит (Mattagamite)
- Матиасит (Mathiasite)
- Матилдит (Matildite)
- Матлокит (Matlockite)
- Матраит (Matraite) = вюртцит
- Матулаит (Matulaite)
- Матхедлеит (Mattheddleite)
- Матюроджерсит (Mathewrogersite)
- Матючит (Matteuccite)
- Маунтенит (Mountainite)
- Маунткейтит (Mountkeithite)
- Маухерит (Maucherite)
- Махачкиит (Machatschkiite)
- Мацит (Mazzite)
- Маякит (Majakite)
- Мбобомкулит (Mbobomkulite) = Никелалумит
- Мбозоиит (Mbozoiite)
- Мгриит (Mgriite)
- Мед (Coper [sic])
- Медаит (Medaite)
- Мезолит (Mesolite)
- Мейджорит (Majorite)
- Меймацит (Meymacite)
- Мейонит (Meionite)
- Мекиненит (Mäkinenite)
- Мелаконит (Melaconite)
- Меланит (Melanite)
- Меланованадит (Melanovanadite)
- Меланостибит (Melanostibite)
- Меланоталит (Melanothallite)
- Меланотекит (Melanotekite)
- Меланофлогит (Melanophlogite)
- Меланоцерит (Melanocerite)
- Мелантерит (Melanterite)
- Мелилит (Melilite)
- Мелит (Mellite)
- Мелифанит (Meliphanite)
- Мелковит (Melkovite)
- Мелонжозефит (Melonjosephite)
- Мелонит (Melonite)
- Менгсянминит (Mengxianminite)
- Мендипит (Mendipite)
- Мендозавилит (Mendozavilite)
- Мендозит (Mendozite)
- Менегинит (Meneghinite)
- Мервинит (Merwinite)
- Меренскиит (Merenskyite)
- Мерилит (Merrillite)
- Мерихюеит (Merrihueite)
- Меркалит (Mercallite)
- Мерлиноит (Merlinoite)
- Мертиетит-I (Mertietite-I)
- Мертиетит-II (Mertietite-II)
- Меселит (Messelite)
- Метаалуминит (Meta-aluminite)
- Метаалуноген (Meta-alunogen)
- Метаанколеит (Meta-ankoleite)
- Метаборит (Metaborite)
- Метавандендришеит (Metavandendriesscheite)
- Метаванмеершеит (Metavanmeersscheite)
- Метавануралит (Metavanuralite)
- Метавивианит (Metavivianite)
- Метаварисцит (Metavariscite)
- Метавоксит (Metavauxite)
- Метаволтин (Metavoltine)
- Метаделриоит (Metadelrioite)
- Метакалерит (Metakahlerite)
- Метакалциоураноит (Metacalciouranoite)
- Метакирчхаймерит (Metakirchheimerite)
- Метакьотигит (Metaköttigite)
- Металодевит (Metalodevite)
- Метамюнирит (Metamunirite)
- Метановачекит (Metanovačekite)
- Метаотунит (Meta-autunite)
- Метаросит (Metarossite)
- Метасвитцерит (Meta-switzerite)
- Метасидеронатрит (Metasidernatrite)
- Метастибнит (Metastibnite)
- Метастъдтит (Metastudtite)
- Метаторбернит (Metatorbernite)
- Метатюямунит (Metatyuyamunite)
- Метауранопилит (Metauranopilite)
- Метаураноцирцит (Meta-uranocircite)
- Метаураноспинит (Meta-uranospinite)
- Метахайнрихит (Metaheinrichite)
- Метахейуиит (Metahaiweeite)
- МетахохманитMetahohmannite
- Метахюетит (Metahewettite)
- Метацелерит (Metazellerite)
- Метацинабарит (Metacinnabar)
- Метацойнерит (Metazeunerite)
- Меташодерит (Metaschoderite)
- Меташьопит (Metaschoepite)
- Миаргирит (Miargyrite)
- Мизенит (Misenite)
- Мизерит (Miserite)
- Мизонит (Mizzonite)
- Микроклин (Microcline)
- Микролит (Microlite)
- Микросомит (Microsommite)
- Миксит (Mixite)
- Миларит (Milarite)
- Милерит (Millerite)
- Милизит (Millisite)
- Милошевичит (Milloševichite)
- Миметезит (Mimetite)
- Минамиит (Minamiite)
- Минасжераисит (Minasgeraisite)
- Минасрагрит (Minasragrite)
- Мингуцит (Minguzzite)
- Минесотаит (Minnesotaite)
- Миниум (Minium)
- Минрекордит (Minrecordite)
- Минюлит (Minyulite)
- Мирабилит (Mirabilite)
- Митридатит (Mitridatite)
- Митчерлихит (Mitscherlichite)
- Михараит (Miharaite)
- Моасанит (Moissanite)
- Моганит (Moganite)
- Модерит (Modderite)
- Мозандрит (Mosandrite) = Ринкит
- Мозезит (Mosesite)
- Мойдит (Moydite)
- Мойхокит (Mooihoekite)
- Моктезумит (Moctezumite)
- Молибденит (Molybdenite)
- Молибдит (Molybdite)
- Молибдоменит (Molybdomenite)
- Молибдофилит (Molybdophyllite)
- Молибдофорнасит (Molybdofornacite)
- Молизит (Molysite)
- Молуранит (Moluranite)
- Монацит (Monazite)
- Монголит (Mongolite)
- Монетит (Monetite)
- Монимолит (Monimolite)
- Монохидрокалцит (Monohydrocalcite)
- Монсмедит (Monsmedite)
- Монтанит (Montanite)
- Монтбреит (Montbrayite)
- Монтереджианит (Monteregianite)
- Монтесомаит (Montesommaite)
- Монтебразит (Montebrasite)
- Монтепонит (Monteponite)
- Монтгомериит (Montgomeryite)
- Монтичелит (Monticellite)
- Монтморилонит (Montmorillonite)
- Монрозеит (Montroseite)
- Монтроидит (Montroydite)
- Монтроялит (Montroyalite)
- Мончеит (Moncheite)
- Мопунгит (Mopungite)
- Мораесит (Moraesite)
- Морганит (Morganite)
- Морденит (Mordenite)
- Мореландит (Morelandite)
- Моренозит (Morenosite)
- Моринит (Morinite)
- Морион (Morion)
- Морит (Mohrite)
- Морозевичит (Morozeviczite)
- Мороит (Moreauite)
- Мосит (Mossite) = танталит-тапиолит
- Мотрамит (Mottramite)
- Мотукореаит (Motukoreaite)
- Моубиит (Mowbyite)
- Моунанаит (Mounanaite)
- Моурит (Mourite)
- Моусонит (Mawsonite)
- Мохит (Mohite)
- Мошеландсбергит (Moschelandsbergite)
- Мошелит (Moschelite)
- Мпоророит (Mpororoite)
- Мрозеит (Mroseite)
- Мулит (Mullite)
- Мулуит (Moolooite)
- Мунанаит (Munanaite)
- Мундит (Mundite)
- Мундрабилаит (Mundrabillaite)
- Муратаит (Murataite)
- Муреит (Mooreite)
- Мурманит (Murmanite)
- Мурунскит (Murunskite)
- Мурхаузеит (Moorhouseite)
- Мусковит (Muscovite)
- Мутманит (Muthmannite)
- Мухинит (Mukhinite)
- Мучуанит (Muchuanite)
- Мушистонит (Mushistonite)
- Мушкетовит (Mushketovite)
- Мюирит (Muirite)
- Мюнирит (Munirite)
- Мюкеит (Mückeite)
- Мърдокит (Murdochite)
- Мъсгравит (Musgravite)
- Мъскоксит (Muskoxite)

## Н
- Набафит (Nabaphite)
- Набесит (Nabesite)
- Набокоит (Nabokoite)
- Навахоит (Navajoite)
- Нагашималит (Nagashimalite)
- Нагелшмидтит (Nagelschmidtite)
- Нагиагит (Nagyagite)
- Надорит (Nadorite)
- Найнингерит (Niningerite)
- Накарениобсит (Nacareniobsite)
- Накасеит (Nakaseite) = Андорит
- Накафит (Nacaphite)
- Накауриит (Nakauriite)
- Накрит (Nacrite)
- Налагайнит (Nullaginite)
- Налипоит (Nalipoite)
- Намбулит (Nambulite)
- Намибит (Namibite)
- Намууит (Namuwite)
- Нанлингит (Nanlingite)
- Нанпингит (Nanpingite)
- Нантокит (Nantokite)
- Нарсарсукит (Narsarsukite)
- Насинит (Nasinite)
- Наследовит (Nasledovite)
- Насонит (Nasonite)
- Настрофит (Nastrophite)
- Наталиит (Natalyite)
- Натанит (Natanite)
- Натисит (Natisite)
- Натриева селитра (Nitratine)
- Натриева стипца (Sodium alum)
- Натрийфармакосидерит (Sodiumpharmacosiderite)
- Натрит (Natrite)
- Натроалунит (Natroalunite)
- Натроапофилит (Natroapophyllite)
- Натробистантит (Natrobistantite)
- Натродюфренит (Natrodufrenite)
- Натролит (Natrolite)
- Натромонтебразит (Natromontebrasite)
- Натрон (Natron)
- Натронамбулит (Natronambulite)
- Натрониобит (Natroniobite)
- Натроотунит (Natroutunite)
- Натросилит (Natrosilite)
- Натротантит (Natrotantite)
- Натрофейрчайлдит (Natrofairchildite)
- Натрофилит (Natrophilite)
- Натрофосфат (Natrophosphate)
- Натрохалцит (Natrochalcite)
- Натроярозит (Natrojarosite)
- Науманит (Naumannite)
- Науякасит (Naujakasite)
- Нафилдит (Nuffieldite)
- Нахколит (Nahcolite)
- Нахпоит (Nahpoite)
- Невскит (Nevskite)
- Нейборит (Neighborite)
- Нейит (Neyite)
- Некоит (Nekoite)
- Некрасовит (Nekrasovite)
- Неленит (Nelenite)
- Нелтнерит (Neltnerite)
- Ненадкевичит (Nenadkevichite)
- Неотокит (Neotocite)
- Нептунит (Neptunite)
- Непуит (Nepouite)
- Нескехонит (Nesquehonite)
- Нефедовит (Nefedovite)
- Нефелин (Nepheline)
- Нефрит (Nephrite)
- Ниахит (Niahite)
- Нибьоит (Nyböite)
- Нигерит (Nigerite)
- Ниглиит (Niggliite)
- Ниеререит (Nyerereite)
- Никел (Nickel)
- Никелалумит = Мбобомкулит
- Никелаустинит (Nickelaustinite)
- Никелбишофит (Nickelbischofite)
- Никелбльодит (Nickelblödite)
- Никелин (Nickeline)
- Нилит (Nealite)
- Нимит (Nimite)
- Нингиоит (Ningyoite)
- Нинингерит (Niningerite)
- Ниобоешинит (Nioboaeschynite)
- Ниобофилит (Niobophyllite)
- Ниокалит (Niocalite)
- Нисбит (Nisbite)
- Нисонит (Nissonite)
- Нитрамит (Nitrammite)
- Нитробарит (Nitrobarite)
- Нитратин (Nitratine)
- Нитрокалцит (Nitrocalcite)
- Нитромагнезит (Nitromagnesite)
- Нифонтовит (Nifontovite)
- Нихромит (Nichromite)
- Ноблеит (Nobleite)
- Новакит (Novakite)
- Новачекит (Novačekite)
- Новацкиит (Nowackiite)
- Нозеан (Nosean)
- Ноланит (Nolanite)
- Нонтронит (Nontronite)
- Норбергит (Norbergite)
- Норденшелдин (Nordenskiöldine)
- Нордит (Nordite)
- Нордстрандит (Nordstrandite)
- Нордстрьомит (Nordströmite)
- Норишит (Norrishite)
- Норсетит (Norsethite)
- Нортупит (Northupite)
- Нсутит (Nsutite)
- Нукундамит (Nukundamite)
- Нюбериит (Newberyite)

## О
- Обертит (Aubertite)
- Обойерит (Oboyerite)
- Обрадовичит (Obradovicite)
- Оверит (Overite)
- Огденсбургит (Ogdensburgite)
- Оданиелит (O'Danielite)
- Одинит (Odinite)
- Ожуелаит (Ojuelaite)
- Оиелит (Oyelite)
- Оканоганит (Okanoganite)
- Окенит (Okenite)
- Окерманит (Åkermanite)
- Оксамит (Oxammite)
- Олгит (Olgite)
- Олдхамит (Oldhamite)
- Оленит (Olenite)
- Оливенит (Olivenite)
- Оливин (Olivine)
- Олигоклаз (Oligoclase)
- Олигонит (Oligonite)
- Олимпит (Olympite)
- Олмстедит (Olmsteadite)
- Олсахерит (Olsacherite)
- Олово (Lead)
- Олшанскиит (Olshanskiite)
- Омейит (Omeiite)
- Омилит (Ohmilite)
- Омфацит (Omphacite)
- Оникс (Onyx)
- Оноратоит (Onoratoite)
- Опал (Opal)
- Ордоньезит (Ordoñezite)
- Орегонит (Oregonite)
- Ориентит (Orientite)
- Орикит (Orickite)
- Орлиманит (Orlymanite)
- Орселит (Orcelite)
- Ортит (Orthite)
- Ортобранерит (Orthobrannerite)
- Ортоериксонит (Orthoericsonite)
- Ортоджоакинит (Orthojoaquinite)
- Ортоклаз (Orthoclase)
- Ортопинакиолит (Orthopinakiolite)
- Ортопироксен (Orthopyroxene)
- Ортосерпиерит (Orthoserpierite)
- Ортохризотил (Orthochrysotile)
- Ортошамозит (Orthochamosite)
- Орфеит (Orpheite)
- Осиризаваит (Osarizawaite)
- Осарсит (Osarsite)
- Осборнит (Osbornite)
- Осмий (Osmium)
- Осмиридий (Osmiridium)
- Остербушит (Oosterboschite)
- Осумилит (Osumilite)
- Отавит (Otavite)
- Отеманит (Ottemannite)
- Отжисумеит (Otjisumeite)
- Отрелит (Ottrelite)
- Отуейит (Otwayite)
- Отунит (Autunite)
- Оухеит (Owyheeite)
- Офретит (Offretite)
- Охотскит (Okhotskite)

## П
- Пабстит (Pabstite)
- Павонит (Pavonite)
- Падераит (Paderaite)
- Паксит (Paxite)
- Паладий (Palladium)
- Паладсеит (Palladseite)
- Паладоарсенид (Palladoarsenide)
- Паладобисмутоарсенид (Palladobismuthoarsenide)
- Паларстанид (Palarstanide)
- Паленцонаит (Palenzonaite)
- Палермоит (Palermoite)
- Палигорскит (Palygorskite)
- Палмиерит (Palmierite)
- Панаскейраит (Panasqueiraite)
- Панетит (Panethite)
- Панунцит (Panunzite)
- Паоловит (Paolovite)
- Папагоит (Papagoite)
- Параалумохидрокалцит (Para-alumohydrocalcite)
- Паралуминит (Paraluminite)
- Парабариомикролит (Parabariomicrolite)
- Парабрандтит (Parabrandtite)
- Парабътлерит (Parabutlerite)
- Паравоксит (Paravauxite)
- Парагеарксутит (Paragearksutite)
- Парагонит (Paragonite)
- Парагуанахуатит (Paraguanajuatite)
- Парадамит (Paradamite)
- Параджеймсонит (Parajamesonite)
- Парадокразит (Paradocrasite)
- Паразит (Parasite)
- Паракелдишит (Parakeldyshite)
- Паракоквимбит (Paracoquimbite)
- Паракостибит (Paracostibite)
- Паралаурионит (Paralaurionite)
- Паралстонит (Paralstonite)
- Парамелаконит (Paramelaconite)
- Парамендозавилит (Paramendozavilite)
- Парамонтрозеит (Paramontroseite)
- Паранатролит (Paranatrolite)
- Параотуейит (Paraotwayite)
- Парапектолит = Политип на пектолит
- Парапиеротит (Parapierrotite)
- Парарамелсбергит (Pararammelsbergite)
- Парареалгар (Pararealgar)
- Параробертсит (Pararobertsite)
- Парасерандит (Paraserandite)
- Парасимплезит (Parasymlesite)
- Параскупит (Paraschöpite)
- Параспърит (Paraspurrite)
- Паратакамит (Paratacamite)
- Парателурит (Paratellurite)
- Параумбит (Paraumbite)
- Парахинит (Parakhinite)
- Парахопеит (Parahopeite)
- Парахризотил (Parachrysotile)
- Парацелзиан (Paracelsian)
- Парашолцит (Parascholzite)
- Парвелит (Parwelite)
- Паргасит (Pargasite)
- Паркерит (Parkerite)
- Парноит (Parnoite)
- Парсетенсит (Parsettensite)
- Парсонсит (Parsonsite)
- Партеит (Partheite)
- Партцит (Partzite)
- Паскоит (Pascoite)
- Патронит (Patronite)
- Паулингит (Paulingite)
- Паулкелерит (Paulkellerite)
- Пахасапаит (Pahasapaite)
- Пахнолит (Pachnolite)
- Пейнит (Painite)
- Пейслиит (Peisleyite)
- Пекоит (Pekoite)
- Пекораит (Pecoraite)
- Пектолит (Pectolite)
- Пелиит (Pellyite)
- Пенантит (Pennantite)
- Пенгинит (Penginite)
- Пеникисит (Penikasite)
- Пенин (Pennine)
- Пенквилксит (Penkvilksite)
- Пенрозеит (Penroseite)
- Пентагонит (Pentagonaite)
- Пентахидрит (Pentahydrite)
- Пентахидроборит (Pentahydroborite)
- Пентландит (Pentlandite)
- Пенфилдит (Penfieldite)
- Перетаит (Peretaite)
- Перидот (Peridot) = Оливин
- Периерит (Perrierite)
- Периит (Perryite)
- Периклаз (Pericalse)
- Перистерит (Peristerite)
- Перит (Perite)
- Перлиалит (Perlialite)
- Перлофит (Perloffite)
- Перманит (Pehrmanite)
- Перминжатит (Permingeatite)
- Перовскит (Perovskite)
- Перолтит (Perraultite)
- Персилит (Percylite)
- Перудит (Perroudite)
- Перхамит (Perhamite)
- Петалит (Petalite)
- Петарасит (Petarasite)
- Петерсит (Petersite)
- Петровицит (Petrovicite)
- Петровскаит (Petrovskaite)
- Петрукит (Petrukite)
- Петцит (Petzite)
- Петшекит (Petscheckite)
- Пехбленда (Pechblende)
- Пигеонит (Pigeonite)
- Пиемонтит (Piemontite)
- Пиеротит (Pierrotite)
- Пижонит (Pigeonite)
- Пийпит (Piypite)
- Пийтдънит (Petedunnite)
- Пикерингит (Pickeringite)
- Пикополит (Picotpaulite)
- Пикотит (Picotite) = хромов шпинел
- Пикромерит (Picromerite)
- Пикрофармаколит (Picropharmacolite)
- Пилзенит (Pilsenite)
- Пинакиолит (Pinakiolite)
- Пиналит (Pinalite)
- Пиноит (Pinnoite)
- Пинчит (Pinchite)
- Пираргирит (Pyrargyrite)
- Пирит (Pyrite)
- Пиркитасит (Pirquitasite)
- Пироаурит (Pyroaurite)
- Пиробелонит (Pyrobelonite)
- Пироксен (Pyroxene) – име на група
- Пироксмангит (Pyroxmangite)
- Пироксфероит (Pyroxferroite)
- Пиролузит (Pyrolusite)
- Пироморфит (Pyromorphite)
- Пироп (Pyrope)
- Пиросмалит (Pyrosmalite)
- Пиростилпнит (Pyrostilpnite)
- Пиротин (Pyrrhotite)
- Пирофанит (Pyrophanite)
- Пирофилит (Pyrophyllite)
- Пирохлор (Pyrochlore)
- Пирохроит (Pyrochroite)
- Пирсеит (Pearceite)
- Пирсонит (Pirssonite)
- Питиглианоит (Pitiglianoite)
- Плагиоклаз (Plagioclase) – име на група
- Плагионит (Plagionite)
- Плазма (Plasma)
- Планшеит (Plancheite)
- Платарсит (Platarsite)
- Платина (Platinum)
- Платиниридий (Platiniridium)
- Платинит (Platynite)
- Платинродий (Platinrhodium)
- Платнерит (Plattnerite)
- Плейферит (Playfairite)
- Плеонаст (Pleonaste) = Железоносен шпингел
- Пломбиерит (Plombierite)
- Плумалсит (Plumalsite)
- Плумбобетафит (Plumbobetafite)
- Плумбогумит (Plumbogummite)
- Плумбопаладинит (Plumbopalladinite)
- Плумботелурит (Plumbotellurite)
- Плумбоферит (Plumboferrite)
- Плумбоцумит (Plumbotsumite)
- Плумбоярозит (Plumbojarosite)
- Поатвенит (Poitevinite)
- Повелит (Powellite)
- Покровскит (Pokrovskite)
- Поларит (Polarite)
- Полибазит (Polybasite)
- Полидимит (Polydymite)
- Поликраз (Polycrase)
- Полилитионит (Polylithionite)
- Полимигнит (Polymignite)
- Полихалит (Polyhalite)
- Полкерит (Poulkerrite)
- Полковицит (Polkovicite)
- Полмурит (Paulmooreite)
- Полуцит (Pollucite)
- Полхемусит (Polhemusite)
- Пономаревит (Ponomarevite)
- Портландит (Portlandite)
- Поснякит (Posnjakite)
- Потарит (Potarite)
- Потосиит (Potosiite)
- Потсит (Pottsite)
- Поубаит (Poubaite)
- Поуит (Poughite)
- Поярковит (Poyarkovite)
- Прайдерит (Priderite)
- Прайсверкит (Preiswerkite)
- Прайсеит (Priceite)
- Прайсингерит (Preisingerite)
- Прасоит (Prassoite)
- Пренит (Prehnite)
- Преображенскит (Preobrazhenskite)
- Пржевалскит (Przhevalskite)
- Приорит (Priorite) = Ешинит
- Пробертит (Probertite)
- Прозопит (Prosopite)
- Просперит (Prosperite)
- Протасит (Protasite)
- Протожозеит (Protojoseite)
- Прудит (Proudite)
- Прустит (Proustite)
- Псевдоболеит (Pseudoboleite)
- Псевдобрукит (Pseudobrookite)
- Псевдограндрифит (Pseudograndreefite)
- Псевдокотунит (Pseudocotunnite)
- Псевдолауеит (Pseudolaueite)
- Псевдомалахит (Pseudomalachite)
- Псевдорутил (Pseudorutile)
- Псиломелан (Psilomelane) = Романшеит
- Птилолит (Ptilolite)
- Пудретеит (Poudretteite)
- Пумпелиит (Pumpellyite)
- Пурпурит (Purpurite)
- Путоранит (Putoranite)
- Пухерит (Pucherite)
- Пякьоненит (Pääkkönenite)

## Р
- Рабдит (Rabdite) = Шрайберзит
- Рабдофан (Rhabdophane)
- Рабитит (Rabbittite)
- Рагинит (Raguinite)
- Раджит (Rajite)
- Радткеит (Radtkeite)
- Радхакришнаит (Radhakrishnaite)
- Райландит (Railandite)
- Раит (Raite)
- Райнхардбраунсит (Reinhardbraunsite)
- Райхенбахит (Reichenbachite)
- Раклиджеит (Rucklidgeite)
- Ралстонит (Ralstonite)
- Рамдорит (Ramdohrite)
- Рамзейит (Ramsayite) = Лоренценит
- Рамелсбергит (Rammelsbergite)
- Рамоит (Rameauite)
- Рамсбекит (Ramsbeckite)
- Рамсделит (Ramsdellite)
- Ранкамаит (Rankamaite)
- Ранкахит (Rankachite)
- Ранкинит (Rankinite)
- Рансиеит (Rancieite)
- Рансомит (Ransomite)
- Ранункулит (Ranunculite)
- Рапидкрикит (Rapidcreekite)
- Расвумит (Rasvumite)
- Распит (Raspite)
- Ратит (Rathite)
- Раувит (Rauvute)
- Рауенталит (Rauenthalite)
- Реалгар (Realgar)
- Ребулет (Rebulite)
- Ревдит (Revdite)
- Редингит (Reddingite)
- Редингтонит (Redingtonite)
- Редледжеит (Redledgeite)
- Рейерит (Reyeite)
- Рейит (Rayite)
- Ректорит (Rectorite)
- Рейнерит (Reinerite)
- Ремондит (Remondite)
- Ренардит (Renardite)
- Рениерит (Renierite)
- Рений (самороден) (Rhenium)
- Ретгерсит (Retgersite)
- Ретциан (Retzian)
- Рефикит (Refikite)
- Рецбаниит (Rézbányite)
- Рибеит (Ribbeite)
- Рибекит (Riebeckite)
- Ривадавит (Rivadavite)
- Риверсайдит (Riversideite)
- Ривесит (Reevesite)
- Ридмергнерит (Reedmergnerite)
- Рикардит (Rickardite)
- Ринеит (Rinneite)
- Ринерсонит (Rynersonite)
- Рингвудит (Ringwoodite)
- Ринкит (Rinkite) = Мозандрит
- Рипидолит (Ripidolite) = Железоносен клинохлор
- Ритманит (Rittmannite)
- Рихелсдорфит (Richelsdorfite)
- Рихтерит (Richterite)
- Ришетит (Richetite)
- Роалдит (Roaldite)
- Робертсит (Robertsite)
- Робинсонит (Robinsonite)
- Родалквиларит (Rodalquilarite)
- Родезит (Rhodesite)
- Роджианит (Roggianite)
- Родий (Rhodium)
- Родицит (Rhodizite)
- Родонит (Rhodonite)
- Родостанит (Rhodostannite)
- Родохрозит (Rhodochrosite)
- Родплумсит (Rhodplumsite)
- Рожковит (Rozhkovite)
- Розазит (Rosasite)
- Розелит (Roselite)
- Розенбушит (Rosenbuschite)
- Розенит (Rozenite)
- Розенханит (Rosenhahnite)
- Рокбриджеит (Rockbridgeite)
- Рокесит (Roquesite)
- Роксбиит (Roxbyite)
- Рокюнит (Rokühnite)
- Романешит (Romanechite)
- Ромаршит (Romarchite)
- Ромбоклаз (Rhomboclase)
- Ромеит (Romeite)
- Рорисит (Rorisite)
- Росит (Rossite)
- Росицкиит (Rosickyite)
- Роскоелит (Roscoelite)
- Ростерит (Rosterite)
- Ростит (Rostite)
- Роуеит (Roweite)
- Роузеит (Rouseite)
- Роуландит (Rowlandite)
- Рохаит (Rohaite)
- Рошерит (Roscherite)
- Рошчинит (Roshchinite)
- Руарсит (Ruarsite)
- Рубелит (Rubellite)
- Рубин (Ruby)
- Руболтит (Roubaultite)
- Рувилеит (Rouvilleite)
- Рузвелтит (Rooseveltite)
- Руицит (Ruizite)
- Русаковит (Rusakovite)
- Рустенбургит (Rustenburgite)
- Рустумит (Rustumite)
- Рутенарсенит (Ruthenarsenite)
- Рутений (Ruthenium)
- Рутениридосмин (Rutheniridosmine)
- Рутеносмиридий (Ruthenosmiridium)
- Рутиеит (Ruthierite)
- Рутил (Rutile)
- Ръдърфордин (Rutherfordine)
- Ръселит (Russelite)
- Рьоблингит (Roeblingite)
- Рьодерит (Roedderite)
- Рьомерит (Roemerite)
- Рьонит (Rhönite)
- Рьонтгенит (Röntgenite)
- Рьоперит (Roepperite)
- Рьослерит (Rösslerite)

## С
- Сабатиерит (Sabatierite)
- Сабиеит (Sabieite)
- Сабинаит (Sabinaite)
- Сабугалит (Sabugalite)
- Сагенит (Sagenite)
- Саданагаит (Sadanagaite)
- Сажинит (Sazhinite)
- Сайбелит (Sazaibelyite)
- Сакрофанит (Sacrofanite)
- Сакураиит (Sakuraite)
- Салеит (Salleite)
- Салинит (Sahlinite)
- Салит (Salite)
- Салмиак (Sal ammoniac)
- Самарскит (Samarskite)
- Самплеит (Sampleite)
- Самсонит (Samsonite)
- Самуелсонит (Samuelsonite)
- Санборнит (Sanbornite)
- Сандерит (Sanderite)
- Санероит (Saneroite)
- Санидин (Sanidine)
- Санмартинит (Sanmartinite)
- Сантаклараит (Santaclaraite)
- Сантанаит (Santanaite)
- Сантафеит (Santafeite)
- Сантит (Santite)
- Санхуанит (Sanjuanite)
- Сапонит (Saponite)
- Сапфир (Sapphire)
- Сапфирин (Sapphirine)
- Сарабауит (Sarabauite)
- Саркинит (Sarkinite)
- Сарколит (Sarcolite)
- Саркопсид (Sarcopside)
- Сармиентит (Sarmientite)
- Сарторит (Sartorite)
- Саряркит (Saryarkite)
- Сасаит (Sasaite)
- Сасолин (Sassolite)
- Сатерлиит (Satterlyite)
- Сатимолит (Satimolite)
- Сатпаевит (Satpaevite)
- Сафлорит (Safflorite)
- Сахаит (Sakhaite)
- Сахамалит (Sahamalite)
- Сахароваит (Sakharovaite)
- Сборгит (Sborgite)
- Свабит (Svabite)
- Свайнфордит (Swinefordite)
- Свамбоит (Swamboite)
- Сванбергит (Svanbergite)
- Свартцит (Swartzite)
- Сведенборгит (Swedenborgite)
- Свеит (Sveite)
- Сверигеит (Sverigeite)
- Свиднеит (Svidneite) = Магнезиорибекит
- Свитит (Sweetite)
- Светлозарит (Svetlozarite) = Дачиардит
- Свяжинит (Svyazhinite)
- Святославит (Svyatoslavite)
- Седовит (Sedovite)
- Сейдозерит (Seidozerite)
- Сейлсит (Salesite)
- Сейняйокит (Seinajokite)
- Сейрит (Sayrite)
- Секанинаит (Sekaninaite)
- Селадонит (Celadonite)
- Селаит (Sellaite)
- Селен (Selenium)
- Селенит (Selenite) = Гипс
- Селеностефанит (Selenostephanite)
- Селигманит (Seligmanite)
- Семеновит (Semenovite)
- Семсеит (Semseyite)
- Сенаит (Senaite)
- Сенандорит (Senandorite)
- Сенармонтит (Senarmontite)
- Сенегалит (Senegalite)
- Сенжиерит (Sengierite)
- Сенфелдит (Sainfeldite)
- Сепиолит (Sepiolite)
- Серандит (Serandite)
- Сервандонит (Cеrvandonite)
- Сервелеит (Cervelleite)
- Сергеевит (Sergeevite)
- Серендибит (Serendibite)
- Серицит (Sericite)
- Серпентин (Serpentine) – име на група
- Серпиерит (Serpierite)
- Сесбронит (Cesbronite)
- Сибирскит (Sibirskite)
- Сиглоит (Sigloite)
- Сидеразот (Siderazot)
- Сидерит (Siderite)
- Сидеронатрит (Sideronatrite)
- Сидеротил (Siderotil)
- Сидерофилит (Siderophyllite)
- Сидоренкит (Sidorenkite)
- Сидуилит (Sidwillite)
- Сиклерит (Sicklerite)
- Силванит (Sylvanite)
- Силвит (Sylvite)
- Силенит (Sillenite)
- Силекиит (Sieleckiite)
- Силиманит (Sillimanite)
- Силинаит (Silinaite)
- Силхидрит (Silhydrite)
- Симанит (Seamanite)
- Симонелит (Simonellite)
- Симонит (Simonite)
- Симонколеит (Simonkolleite)
- Симплезит (Symplesite)
- Симплотит (Simplotite)
- Симпсонит (Simpsonite)
- Синаделфит (Synadelphite)
- Сингенит (Syngenite)
- Синджарит (Sinjarite)
- Синерит (Sinnerite)
- Синканкасит (Sinkankasite)
- Синкозит (Sincosite)
- Синоит (Sinnoite)
- Синхалит (Sinhalite)
- Синхизит (Synchysite)
- Сириловит (Cyrilovite)
- Сирлесит (Сърлсит) (Searlesite)
- Скакит (Scacchite)
- Скаполит (Scapolite) – име на група
- Скарброит (Scarbroite)
- Скаутит (Scawtite)
- Сквокрикит (Squawcreekite)
- Скинерит (Skinnerite)
- Скипенит (Skippenite)
- Скларит (Sclarite)
- Склодовскит (Sklodowskite)
- Сколецит (Scolecite)
- Скородит (Scorodite)
- Скорцалит (Scorzalite)
- Скотландит (Scotlandite)
- Скрутинаит (Scrytinyite)
- Скунерит (Schoonerite)
- Скупит (Schoepite)
- Скутерудит (Skutterudite)
- Славикит (Slavikite)
- Славянскит (Slavyanskite) = Тунисит
- Слаусонит (Slawsonite)
- Слюда (Mica) – име на група
- Смайтит (Smythite)
- Смалтин (Smaltite)
- Смарагд (Smaragd=Emerald)
- Смектит (Smectite) – име на група
- Смикит (Szmikite)
- Смирнит (Smirnite)
- Смитсит (Smithite)
- Смитсонит (Smithsonite)
- Смоляниновит (Smolianinovite)
- Соболевит (Sobolevite)
- Соболевскит (Sobolevskite)
- Соботкит (Sobotkite) = Алуминиев сапонит
- Согдианит (Sogdianite)
- Содалит (Sodalite)
- Содиит (Soddyite)
- Соконит (Sauconite)
- Солонгоит (Solongoite)
- Сомолнокит (Szomolnokite)
- Сонолит (Sonolite)
- Сонораит (Sonoraite)
- Сопчеит (Sopcheite)
- Сорбиит (Sorbyite)
- Соседкоит (Sosedkoite)
- Соучекит (Součekite)
- Софиит (Sophiite)
- Спадаит (Spadaite)
- Спанголит (Spangolite)
- Спекуларит (Specularite) = Хематит
- Спенсерит (Spencerite)
- Сперилит (Sperrylite)
- Спертинит (Spertinite)
- Спесартин (Spessartine)
- Спионкопит (Spionkopite)
- Спирофит (Spiroffite)
- Сподиозит (Spodiosite)
- Сподумен (Spodumene)
- Спърит (Spurrite)
- Сребро (Silver)
- Сребродолскит (Srebrodolskite)
- Ставролит (Staurolite)
- Станит (Станин) (Stannite)
- Станлеит (Stanleyite)
- Станоидит (Stannoidite)
- Станомикролит (Stannomicrolite)
- Станопаладинит (Stannopalladinite)
- Станфилдит (Stanfieldite)
- Старингит (Staringite)
- Старкеит (Starkeyite)
- Стелерит (Stellerite)
- Стенонит (Stenonite)
- Стенструпин (Steenstrupine)
- Стенхугарит (Stenhuggarite)
- Степановит (Stepanovite)
- Стериит (Sterryite)
- Стеркорит (Stercorite)
- Стерлингхилит (Sterlinghillite)
- Стетефилдит (Stetefeldtite)
- Стефанит (Stephanite)
- Стибарсен (Stibarsen)
- Стибиванит (Stibivanite)
- Стибиконит (Stibiconite)
- Стибиоколумбит (Stibiocolumbite)
- Стибиомикролит (Stibiomicrolite)
- Стибиопаладинит (Stibiopalladinite)
- Стибиотанталит (Stibiotantalite)
- Стибнит (Stibnite)
- Стивенсит (Stevensite)
- Стийсиит (Steacyite)
- Стилбит (Stilbite)
- Стилпномелан (Stilpnomelane)
- Стилуелит (Stillwellite)
- Стилуотерит (Stillwaterite)
- Стипци (Alum)
- Стистаит (Stistaite)
- Стихтит (Stichtite)
- Стишовит (Stishovite)
- Стойберит (Stoiberite)
- Стокезит (Stokesite)
- Стотит (Stottite)
- Странскиит (Stranskiite)
- Страчекит (Straczekite)
- Страшимирит (Strashimirite)
- Стрелкинит (Strelkinite)
- Стретлингит (Strätlingite)
- Стрингхамит (Stringhamite)
- Строкайит (Sztrokayite)
- Строналсит (Stronalsite)
- Стронцианит (Strontianite)
- Стронций-апатит (Strontium-apatite)
- Стронциоборит (Strontioborite)
- Стронциовитлокит (Strontiowhitlockite)
- Стронциоджинорит (Strontioginorite)
- Стронциоджоакинит (Strontiojoaquinite)
- Стронциодресерит (Strontiodresserite)
- Стронциочевкинит (Strontiochevkinite)
- Струвит (Struvite)
- Стрюверит (Strüverite)
- Стурманит (Sturmanite)
- Стъдтит (Studtite)
- Стюартит (Stewartite)
- Суанит (Suanite)
- Сугилит (Sugilite)
- Судоит (Sudoite)
- Сузалит (Souzalite)
- Сузукиит (Suzukiite)
- Сулванит (Sulvanite)
- Сулфоборит (Sulfoborite)
- Сулфохалит (Sulphohalite)
- Сулфоцумоит (Sulphotsumoite)
- Сундиусит (Sundiusite)
- Суолунит (Suolunite)
- Суринамит (Surinamite)
- Сурит (Surite)
- Сфалерит (Sphalerite)
- Сфенисцидит (Spheniscidite)
- Сферокобалтит (Spherocobaltite)
- Съдбъриит (Sudburyite)
- Сърлсит (Searlesite)
- Съсексит (Sussexite)
- Сьогренит (Sjogrenite)
- Сьоренсенит (Sörensenite)
- Сюзанит (Susannite)
- Сюрсасит (Sursassite)
- Сянцзянит (Xiangjiangite)
- Сяра (Sulphure, Sulphur, Sulfur, Sulpuris)

## Т
- Таафеит (Taaffeite)
- Таворит (Tavorite)
- Тадеуит (Thadeuite)
- Таджикит (Tadzhikite)
- Тажеранит (Tazheranite)
- Тайканит (Taikanite)
- Таймирит (Taimyrite)
- Таканелит (Takanelite)
- Такеучит (Takeuchite)
- Таковит (Takovite)
- Таленит (Thalenite)
- Талк (Talc)
- Талкусит (Thalcusite)
- Талмесит (Talmessite)
- Талнахит (Talnakhite)
- Талфенисит (Talfenisite)
- Тамаругит (Tamarugite)
- Танеямалит (Taneyamalite)
- Танзанит (Tanzanite)
- Танкоит (Tancoite)
- Танталешинит (Tantalaeschynite)
- Танталит (Tantalite)
- Танталкарбид (Tantalcarbide)
- Тантевксенит (Tanteuxenite)
- Тантит (Tantite)
- Тапиолит (Tapiolite)
- Тарамелит (Taramellite)
- Тарамит (Taramite)
- Таранакит (Taranakite)
- Тарапакаит (Tarapacaite)
- Тарасовит (Tarasovite)
- Тарбутит (Tarbuttite)
- Татарскит (Tatarskite)
- Таумасит (Thaumasite)
- Таусонит (Tausonite)
- Тахаранит (Tacharanite)
- Тахихидрит (Tachyhydrite)
- Твалчрелидзеит (Tvalchrelidzeite)
- Тведалит (Tvedalite)
- Твеитит (Tveitite)
- Твинит (Twinnite)
- Тейнеит (Teineite)
- Теисит (Theisite)
- Теларгпалит (Telargpalite)
- Телур (Tellurium)
- Телурантимон (Tellurantimony)
- Телурит (Tellurite)
- Телуробисмутит (Tellurbismuthite)
- Телуропаладинит (Telluropalladinite)
- Телурохаухекорнит (Tellurohauchecornite)
- Темагамит (Temagamite)
- Тенантит (Tennantite)
- Тенардит (Thenardite)
- Тенгчонгит (Tengchongite)
- Тенжерит (Tengerite)
- Тениолит (Taeniolite)
- Тенит (Taenite)
- Тенорит (Tenorite)
- Теофрастит (Theophrastite)
- Терановаит (Terranovaite)
- Терлингваит (Terlinguaite)
- Термонатрит (Thermonatrite)
- Терскит (Terskite)
- Терчит (Tertschite)
- Теругит (Teruggite)
- Тестибиопаладит (Testibiopalladite)
- Тетрааурикуприд (Tetra-auricupride)
- Тетравикманит (Tetrawickmanite)
- Тетрадимит (Tetradymite)
- Тетраедрит (Tetrahedrite)
- Тетранатролит (Tetranatrolite)
- Тетратенит (Tetrataenite)
- Тетрофероплатина (Tetraferroplatinum)
- Тефроит (Tephroite)
- Тешемахерит (Teschemacherite)
- Тиванит (Tivanite)
- Тиеншанит (Tienshanite)
- Тилазит (Tilasite)
- Тилеит (Tilleyite)
- Тилит (Teallite)
- Тиманит (Tiemannite)
- Тинаксит (Tinaksite)
- Тинкалконит (Tincalconite)
- Тинслейит (Tinsleyite)
- Тинтикит (Tinticite)
- Тинтинаит (Tintinaite)
- Тинценит (Tinzenite)
- Типлеит (Teepleite)
- Типтопит (Tiptopite)
- Тирагалоит (Tiragalloite)
- Тирелит (Tyrrellite)
- Тирецкит (Tyretskite)
- Тиродит (Tyrodite)
- Тиролит (Tyrolite)
- Тисиналит (Tisinalite)
- Титанит (Titanite)
- Тихит (Tychite)
- Тихоненковит (Tikhonenkovite)
- Тлалокит (Tlalocite)
- Тлапалит (Tlapallite)
- Тобелит (Tobelite)
- Тоберморит (Tobermorite)
- Тодорокит (Todorokite)
- Тойохаит (TOyohaite)
- Токоит (Tokkoite)
- Токорналит (Tocornalite)
- Толбачит (Tolbachite)
- Толовкит (Tolovkite)
- Томбартит (Tombarthite)
- Тометцекит (Thometzekite)
- Томичит (Tomichite)
- Томсенолит (Thomsenolite)
- Томсонит (Thomsonite)
- Тонгбаит (Tongbaite)
- Тоолеит (Tooleite)
- Топаз (Topaz)
- Топазолит (Topazolite)
- Торбернит (Torbernite)
- Торейит (Torreyite)
- Торианит (Thorianite)
- Торикосит (Thorikosite)
- Торит (Thorite)
- Торнасит (Thornasite)
- Торогумит (Thorogummite)
- Торолит (Thoreaulite)
- Торостенструпин (Thorosteenstrupine)
- Тортвеитит (Thortveitite)
- Торутит (Thorutite)
- Тосудит (Tosudite)
- Точилинит (Tochilinite)
- Трабзонит (Trabzonite)
- Транкилитиит (Tranquillityite)
- Траскит (Traskite)
- Треворит (Trevorite)
- Тредголдит (Threadgoldite)
- Трежърит (Treasurite)
- Тремолит (Tremolite)
- Трехманит (Trechmannite)
- Триангулит (Triangulite)
- Тригонит (Trigonite)
- Тридимит (Tridymite)
- Трикалсилит (Trikalsilite)
- Тримунсит (Trimounsite)
- Тримерит (Trimerite)
- Трипкеит (Trippkeite)
- Триплит (Triplite)
- Триплоидит (Triploidite)
- Трипухиит (Tripuhyite)
- Тристрамит (Tristramite)
- Тритомит (Tritomite)
- Трифилин (Triphylite)
- Троилит (Troilite)
- Трогталит (Trogtalite)
- Тролеит (Trolleite)
- Трона (Trona)
- Трустит (Troostite) = Манганов вилемит
- Тръскотит (Truscottite)
- Трьогерит (Trögerite)
- Трюстедтит (Trüstedtite)
- Тугариновит (Tugarinovite)
- Тугтупит (Tugtupite)
- Туламинит (Tulameenite)
- Тулит (Thulite)
- Тульокит (Tulyokite)
- Тунгстенит (Tungstenite)
- Тунгстит (Tungstite)
- Тунгусит (Tungusite)
- Тундрит (Tundrite)
- Тунелит (Tunellite)
- Тунисит (Tunisite)
- Туперсуатсиаит (Tuperssuatsiaite)
- Туранит (Turanite)
- Турмалин (Turmaline) – име на група
- Турнореит (Turneaureite)
- Тусионит (Tusionite)
- Тусканит (Tuscanite)
- Тухуалит (Tuhualite)
- Тучекит (Tučekite)
- Тьорнебомит (Tornebohmite)
- Тюрингит (Türingite)
- Тюркоаз (Turquoise)
- Тюямунит (Tyuyamunite)

## У
- Уавейандаит (Wawayandaite)
- Уадслиит (Wadsleyite)
- Уайлиит (Wyllieite)
- Уайтит (Whiteite)
- Уайтманит (Wightmanite)
- Уаткинсонит (Watkinsonite)
- Уванет (Uvanite)
- Уваровит (Uvarovite)
- Увит (Uvite)
- Уевелит (Whewellite)
- Уеделит (Weddelite)
- Уейкфилдит (Wakefieldite)
- Уейландит (Waylandite)
- Уелшит (Welshite)
- Уендуилсонит (Wendwilsonite)
- Узонит (Uzonite)
- Уиксит (Weeksite)
- Уилкинсонит (Wilkinsonite)
- Уилкоксит (Wilcoxite)
- Уилхендерсонит (Willhendersonite)
- Уитлеит (Wheatleyite)
- Уитмореит (Whitmoreite)
- Уклонсковит (Uklonskovite)
- Улвьошпинел (Ulvöspinel)
- Улексит (Ulexite)
- Улигит (Uhligite)
- Улманит (Ullmannite)
- Улрихит (Ulrichite)
- Умангит (Umangite)
- Умбит (Umbite)
- Умбозерит (Umbozerite)
- Умохоит (Umohoite)
- Унгемахит (Ungemachite)
- Унгурсаит (Ungursaite)
- Уолкилделит (Wallkilldellite)
- Уолстромит (Walstromite)
- Уонсит (Wonesite)
- Уордит (Wardite)
- Уордсмитит (Wardsmithite)
- Упалит (Upalite)
- Уралборит (Uralborite)
- Уралолит (Uralolite)
- Урамфит (Uramphite)
- Уранинит (Uraninite)
- Уранкалкарит (Urancalcarite)
- Уранмикролит (Uranmicrolite)
- Уранопилит (Uranopilite)
- Ураносилит (Uranosilite)
- Ураноспатит (Uranospathite)
- Ураноспинит (Uranospinite)
- Ураносферит (Uranosphaerite)
- Уранотунгстит (Uranotungstite)
- Уранофан (Uranophane)
- Ураноцирцит (Uranocircite)
- Урванцевит (Urvantsevite)
- Уреа (Urea)
- Урейит (Ourayite)
- Урицит (Uricite)
- Урсилит (Ursilite)
- Урсинит (Oursinite)
- Усовит (Usovite)
- Усингит (Ussingite)
- Устарасит (Ustarasite)
- Учукчакуаит (Ucucchacuaite)
- Ушковит (Ushkovite)

## Ф
- Фабианит (Fabianite)
- Файткнехтит (Fitknechtite)
- Фалеит (Fahleite)
- Фалкманит (Falkmanite) = Буланжерит
- Фалкондоит (Falcondoite)
- Фаматинит (Famatinite)
- Фарингтонит (Farringtonite)
- Фармаколит (Pharmacolite)
- Фармакосидерит (Pharmacosiderite)
- Фасаит (Fassaite)
- Фатерит (Vaterite)
- Фаузерит (Fauzerite) = Манганоносен епсомит
- Фаустит (Faustite)
- Фахейит (Faheyite)
- Фаялит (Fayalite)
- Федорит (Fedorite)
- Федоровскит (Fedorovskite)
- Федотовит (Fedotovite)
- Фейрбанкит (Fairbankite)
- Фейрфилдит (Fairfieldite)
- Фейрчайлдит (Fairchildite)
- Фелдшпат (Feldspar) – име на група
- Фелзьобаниаит (Felsõbanyaite)
- Фенакит (Phenakite)
- Фенаксит (Fenaksite)
- Фенгит (Phengite)
- Фенглуанит (Fengluanite) = Изомертиеит
- Феникохроит (Phoenicochroite)
- Ферарисит (Ferrarisite)
- Ферберит (Ferberite)
- Ферванит (Fervanite)
- Фергусонит (Fergusonite)
- Фердисилицит (Ferdisilicite)
- Феридравит (Ferridravite)
- Фериерит (Ferrierite)
- Феримолибдит (Ferrimolybdite)
- Феринатрит (Ferrinatrite)
- Ферисиклерит (Ferrisicklerite)
- Феритунгстит (Ferritungstite)
- Ферморит (Fermorite)
- Фероактинолит (Ferroactinolite)
- Фероглаукофан (Ferroglaucophane)
- Фероеденит (Ferro-edenite)
- Ферожедрит (Ferro-gedrite)
- Фероколумбит (Ferrocolumbite)
- Фероксихит (Feroxyhyte)
- Фероникелплатина (Ferronickelplatinum)
- Фероекерманит (Ferro-eckermannite)
- Ферорихтерит (Ferrorichterite)
- Фероселит (Ferroselite)
- Феросилит (Ferrosilite)
- Феротанталит (Ferrotantalite)
- Феротапиолит (Ferrotapiolite)
- Феротихит (Ferrotychite)
- Фероуайлиит (Ferrowyllieite)
- Ферохексахидрит (Ferrohexahydrite)
- Ферочермакит (Ferrotschermakite)
- Ферощрунцит (Ferrostrunzite)
- Ферсилицит (Fersilicite)
- Ферсманит (Fersmanite)
- Ферсмит (Fersmite)
- Ферувит (Feruvite)
- Феручит (Ferruccite)
- Ферхромид (Ferchromide)
- Фиброферит (Fibroferrite)
- Фидлерит (Fiedlerite)
- Физелиит (Fizelyite)
- Филипсборнит (Philipsbornite)
- Филипсбургит (Philipsburgite)
- Филипсит (Phillipsite)
- Филипстадит (Filipstadite)
- Филовит (Fillowite)
- Филоретин (Phylloretine)
- Филотунгстит (Phyllotungstite)
- Фингерит (Fingerite)
- Финеманит (Finnemanite)
- Фихтелит (Fichtelite)
- Фишесерит (Fischesserite)
- Флагстафит (Flagstaffite)
- Флайшерит (Fleischerite)
- Флетчерит (Fletcherite)
- Флинкит (Flinkite)
- Флогопит (Phlogopite)
- Флоренсит (Florencite)
- Флоренсовит (Florensovite)
- Флоркеит (Florkeite, Flörkeite)
- Флуелит (Fluellite)
- Флуоборит (Fluoborite)
- Флуорелестадит (Fluorellestadite)
- Флуорит (Fluorite)
- Флуоцерит (Fluocerite)
- Флюкит (Flückite)
- Фогит (Foggite)
- Фоглиит (Voglite)
- Фожасит (Faujasite)
- Фолбортит (Volborthite)
- Фонуксит (Phaunouxite)
- Форманит (Formanite)
- Форнасит (Fornacite)
- Форстерит (Forsterite)
- Фосгенит (Phosgenite)
- Фосинаит (Phosinaite)
- Фосфорьослерит (Phosphorröslerite)
- Фосфоферит (Phosphoferrite)
- Фосфофибрит (Phosphofibrite)
- Фосфофилит (Phosphophyllite)
- Фосфоуранилит (Phosphouranilite)
- Фохтенит (Vochtenite)
- Фошагит (Foshagite)
- Фошаласит (Foshallasite)
- Фоязит (Фожазит) (Foujasite)
- Фрайбергит (Freibergite)
- Фрайеслебенит (Freieslebenite)
- Франкдиксонит (Frankdicksonite)
- Франкеит (Franckeite)
- Франклинит (Franklinite)
- Франклинфърнасеит (Franklinfurnaceite)
- Франкоанелит (Francoanellite)
- Франколит (Francolite)
- Франконит (Franconite)
- Франсвилит (Francevillite)
- Франсисит (Francisite)
- Франсолетит (Fransoletite)
- Францинит (Franzinite)
- Францисканит (Franciscanite)
- Франсуасит (Francoisite)
- Фреболдит (Freboldite)
- Фредриксонит (Fredrikssonite)
- Фресноит (Fresnoite)
- Фриделит (Friedelite)
- Фридрихит (Friedrichite)
- Фридит (Freedite)
- Фрицчеит (Fritzcheite)
- Фробергит (Frohbergite)
- Фройденбергит (Freudenbergite)
- Фроловит (Frolovite)
- Фронделит (Frondelite)
- Фрудит (Froodite)
- Фукалит (Fukalite)
- Фуксит (Fuchsite) = Хромов мусковит
- Фукучилит (Fukuchilite)
- Фурдит (Foordite)
- Фуркалит (Phurcalite)
- Фуралумит (Phuralumite)
- Фурмариерит (Fourmarierite)
- Фуронгит (Furongite)
- Фурутобеит (Furutobeite)
- Фюльопит (Fülöppite)

## Х
- Хаапалит (Haapalite)
- Хабазит (Chabazite, Chabasite)
- Хагендорфит (Hagendorfite)
- Хайдеит (Heideite)
- Хайдингерит (Haidingerite)
- Хайнрихит (Heinrichite)
- Хакит (Hakite)
- Хакманит (Hackmanite)
- Хаксонит (Haxonite)
- Халимондит (Hallimondite)
- Халит (Halite)
- Халкантит (Chalcanthite)
- Халкоалумит (Chalcoalumite)
- Халкоменит (Chalcomenite)
- Халкопирит (Chalcopyrite)
- Халкосидерит (Chalcosiderite)
- Халкостибит (Chalcostibite)
- Халкоталит (Chalcothallite)
- Халкотрихит (Chalcotrichite)
- Халкофанит (Chalcophanite)
- Халкофилит (Chalcophyllite)
- Халкоцианит (Chalcocyanite)
- Халкоцит (Chalcocite)
- Халотрихит (Halotrichite)
- Халуазит (Halloysite)
- Халургит (Halurgite)
- Халцедон (Chalcedony)
- Хамарит (Hammarite)
- Хамбергит (Hambergite)
- Хамрабаевит (Khamrabaevite)
- Ханебахит (Hannebachite)
- Ханеит (Hannayite)
- Ханешит (Khanneshite)
- Ханкокит (Hancockite)
- Ханксит (Hanksite)
- Харадаит (Haradaite)
- Хараелахит (Kharaelakhite)
- Хардистонит (Hardystonite)
- Харкерит (Harkerite)
- Хармотом (Harmotome)
- Харстигит (Harstigite)
- Хартит (Hartite)
- Хастит (Hastite)
- Хатиркит (Khatyrkite)
- Хатрурит (Hatrurite)
- Хатчит (Hatchite)
- Хауардевансит (Howardevansite)
- Хауерит (Hauerite)
- Хауиит (Howieite)
- Хаулеит (Hawleyite)
- Хаулит (Howlite)
- Хаусманит (Hausmannite)
- Хаухекорнит (Hauchecornite)
- Хафнон (Hafnon)
- Хашемит (Hashemite)
- Хаюин (Haüyne)
- Хвалетицит (Cvaleticeite)
- Хегит (Häggite)
- Хеденбергит (Hedenbergite)
- Хедифан (Hedyphane)
- Хедлеит (Hedleyite)
- Хейдорнит (Heidornite)
- Хейит (Heyite)
- Хейдит (Heidite)
- Хейкокит (Haycockite)
- Хейландит (Heulandite)
- Хейнесит (Haynessite)
- Хейровскиит (Heyrovskyite)
- Хейстингсит (Hastingsite)
- Хейуиит (Haiweeite)
- Хексатестибиопаникелит (Hexatestibiopanickelite)
- Хексахидрит (Hexahydrite)
- Хексахидроборит (Hexahydroborite)
- Хекторит (Hectorite)
- Хекторфлоресит (Hectorfloresite)
- Хеландит (Hellandite)
- Хелвит (Helvite)
- Хелиерит (Hellierite)
- Хелиодор
- Хелиотроп
- Хелиофилит (Heliophyllite)
- Хелмутвинклерит (Helmutwinklerite)
- Хематит (Hematite)
- Хематолит (Hematolite)
- Хематофанит (Hematophanite)
- Хемиморфит (Hemimorphite)
- Хемихедрит (Hemihedrite)
- Хемлоит (Hemloite)
- Хемусит (Hemusite)
- Хендерсонит (Hendersonite)
- Хендриксит (Hendricksite)
- Хенмилит (Henmilite)
- Хенриит (Henryite)
- Хентшелит (Hentschelite)
- Хенюит (Heneuite)
- Хердерит (Herderite)
- Херценбергит (Herzenbergite)
- Херцинит (Hercynite)
- Хершелит (Herschelite)
- Хесит (Hessite)
- Хесонит
- Хетерогенит (Heterogenite)
- Хетерозит (Heterosite)
- Хетеролит (Hetaerolite)
- Хетероморфит (Heteromorphite)
- Хетманит (Hetjmanite)
- Хиалит (Hyalite)
- Хиалотекит (Hyalotekite)
- Хиалофан (Hyalophane)
- Хиастолит (Chiastolite)
- Хиацинт (Hyacinth)
- Хибинскит (Khibinskite)
- Хибонит (Hibonite)
- Хибшит (Hibschite)
- Хидалгоит (Hidalgoite)
- Хидънит (Hiddenite)
- Хидраргилит = гибсит
- Хидроастрофилит (Hydroastrophyllite)
- Хидробиотит (Hydrobiotite)
- Хидроборацит (Hydroboracite)
- Хидрогранат (Hydrogarnet) – име на група
- Хидрогросулар (Hydrogrossular)
- Хидродресерит (Hydrodresserite)
- Хидрокалумит (Hydrocalumite)
- Хидрокаситерит = Варламофит
- Хидроксилапофилит (Hydroxylapophyllite)
- Хидроксилбастнезит (Hydroxylbastnaesite)
- Хидромагнезит (Hydromagnesite)
- Хидромбобомкулит (Hydrombobomkulite)
- Хидромусковит (Hydromuscovite)
- Хидропарагонит (Hydroparagonite)
- Хидроромаршит (Hydroromarchite)
- Хидрослюда (Hydromica)
- Хидроталкит (Hydrotalcite)
- Хидротунгстит (Hydrotungstite)
- Хидрофан (Hydrophane)
- Хидрофилит (Hydrophilite)
- Хидрохалит (Hydrohalite)
- Хидрохлорборит (Hydrochlorborite)
- Хидрохонесит (Hydrohonesite)
- Хидроцерусит (Hydrocerussite)
- Хидроцинкит (Hydrozincite)
- Хиератит (Hieratite)
- Хийзлвудит (Heazlewoodite)
- Хилгардит (Hilgardite)
- Хилебрандит (Hillebrandite)
- Хилерит (Hilairite)
- Хинганит (Hingganite)
- Хинит (Khinite)
- Хинсдалит (Hinsdalite)
- Хиолит (Chiolite)
- Хиортдалит (Hiortdahlite)
- Хиперстен (Hypersthene)
- Хиперцинабарит (Hypercinnabar)
- Хлоантит (Chloanthite)
- Хлоралуминит (Chloraluminite)
- Хлораргирит (Chlorargyrite)
- Хлорит (Chlorite) – име на група
- Хлоритоид (Chloritoid)
- Хлормагалуминит (Chlormagaluminite)
- Хлорманганокалит (Chlormanganokalite)
- Хлорокалцит (Chlorocalcite)
- Хлороксифит (Chloroxiphite)
- Хлоромагнезит (Chloromagnesite)
- Хлорофьоницит (Chlorophoenecite)
- Хлортионит (Chlorthionite)
- Хлортиретскит (Chlortyretskite)
- Ходжкинсонит (Hodgkinsonite)
- Ходрушит (Hodrushite)
- Хоелит (Hoelite)
- Хокартит (Hocartite)
- Хокутолит (Hokutolite) = Оловоносен барит
- Холандит (Hollandite)
- Холдауейит (Holdawayite)
- Холденит (Holdenite)
- Холингуортит (Hollingworthite)
- Холмквистит (Holmquistite)
- Холтедалит (Holtedahlite)
- Холтит (Holtite)
- Хомилит (Homilite)
- Хонгквиит (Hongquiite)
- Хонгшиит (Hongshiite)
- Хондродит (Chondrodite)
- Хонесит (Honessite)
- Хопеит (Hopeite)
- Хорсфордит (Horsfordite)
- Хортонолит (Hortonolite)
- Хотсонит (Hotsonite)
- Хоукит (Hauckite)
- Хоуторнеит (Hawthorneite)
- Хохманит (Hohmannite)
- Хошелагаит (Hochelagaite)
- Хошиит (Hoshiite) = Никелоносен магнезит
- Хризоберил (Chrysoberyl)
- Хризокола (Chrysocolla)
- Хризолит (Chrysolite) = Оливин
- Хризопраз (Chrysopras)
- Хризотил (Chrysotile)
- Хром (Chromium)
- Хроматит (Chromatite)
- Хромдравит (Chromdravite)
- Хромит (Chromite)
- Хромферид (Chromferide)
- Хсиангхуалит (Hsianghualite)
- Хуангхоит (Huangoite)
- Хуанит (Juanite)
- Худобаит (Chudobaite)
- Хуериит (Wherryite)
- Хумболдтин (Humboldtine)
- Хумит (Humite)
- Хунгчаоит (Hungchaoite)
- Хълсит (Hulsite)
- Хъмберстонит (Humberstonite)
- Хъмерит (Hummerite)
- Хънтит (Huntite)
- Хърлбътит (Hurlbutite)
- Хътонит (Huttonite)
- Хътчинсонит (Hutchinsonite)
- Хьогбомит (Högbonite)
- Хьорнесит (Hörnesite)
- Хюбнерит (Hübnerite)
- Хюгелит (Hügelite)
- Хюетит (Hewettite)
- Хюмулит (Huemulite)
- Хюролит (Hureaulite)

## Ц
- Цвиселит (Zwieselite)
- Цебаит (Cebaite)
- Цеболит (Cebollite)
- Цезкуплетскит (Cesiumkupletskite)
- Цезплумтанит (Cesplumtanite)
- Цезстибтанит (Cesstibtantite)
- Цектцерит (Zektzerite)
- Целестин (Celestine)
- Целерит (Zellerite)
- Целзиан (Celsian)
- Цеманит (Zemannite)
- Цеофилит (Zeophyllite)
- Церианит (Cerianite)
- Цериопирохлор (Ceriopyrochlore) = Мариняцит
- Церит (Cerite)
- Церулеит (Ceruleite)
- Церулеолактит (Coeruleolactite)
- Церуранпирохлор (Ceruranpyrochlore)
- Церусит (Cerussite)
- Цесаролит (Cesarolite)
- Цетинеит (Cetineite)
- Цзиангджиангит (Xianjiangite)
- Цзилинголит (Xilingolite)
- Цзиншацзянгит (Jinshajiangite)
- Цзисянит (Jixianite)
- Цзитешанит (Xitieshanite)
- Цзифенгит (Xifengite)
- Цианотрихит (Cyanotrichite)
- Цианофилит (Cyanophyllite)
- Цианохроит (Cyanochruite)
- Циисит (Ziesite)
- Цилаизит (Tsilaisite)
- Цилиндрит (Cylindrite)
- Цинабарит (Cinnabar)
- Циналсит (Zinalsite)
- Цинвалдит (Zinnwaldite)
- Цинк (Zinc)
- Цинкалуминит (Zincaluminite)
- Цинкбльодит (Zincblödite)
- Цинкенит (Zinkenite)
- Цинкит (Zincite)
- Цинкозит (Zincosite)
- Цинкохромит (Zincochromite)
- Цинкрозелит (Zinkroselite)
- Цинксилит (Zincsilite)
- Цинхеит (Zingheiite)
- Ципеит (Zipeite)
- Циркелит (Zirkelite) = Цирконолит
- Циркон (Zircon)
- Цирконолит (Zirconolite) = Циркелит
- Циркофилит (Zircophyllite)
- Цирсиналит (Zirsinalite)
- Циртолит (Cyrtolite)
- Цитрин (Citrine)
- Цоизит (Zoisite)
- Цойнерит (Zeunerite)
- Цумбеит (Tsumbeite)
- Цумкорит (Tsumcorite)
- Цумоит (Tsumoite)

## Ч
- Чайдамуит (Chaidamuite)
- Чамберсит (Chambersite)
- Чангбайит (Changbaiite)
- Чаоит (Chaoite)
- Чапманит (Chapmanite)
- Чарлезит (Charlesite)
- Чароит (Charoite)
- Чаткалит (Chatkalite)
- Чвилеваит (Chvilevaite)
- Чевкинит (Chevkinite)
- Чезанит (Cesanite)
- Чейесит (Chayesite)
- Челкарит (Chelkarite)
- Ченит (Chenite)
- Чералит (Cheralite)
- Черветит (Chervetite)
- Черемнихит (Cheremnikhite)
- Черепановит (Cherepanovite)
- Чермакит (Tschermakite)
- Чермигит (Tschermigite)
- Черниит (Cernyite)
- Черниковит (Cernikovite)
- Чернихит (Chernykhite)
- Черничит (Tschernichite)
- Черновит (Chernovite)
- Честерит (Chesterite)
- Честерманит (Chestermanite)
- Четинеит (Cetineite) = Цетинеит
- Чехит (Cechite)
- Чеховичит (Chekhovichite)
- Чиавенит (Chiavenite)
- Чианчиулиит (Cianciulliite)
- Чикловаит (Csiklovaite)
- Чилдренит (Childrenite)
- Чилуит (Chiluite)
- Чинглусуит (Chinglusuite)
- Чкаловит (Chkalovite)
- Чолоалит (Choloalite)
- Чортнерит (Tschörtnerite)
- Чурсинит (Chursinite)
- Чухровит (Chukhrovite)
- Чърчит (Churchite)

## Ш
- Шабаит (Shabaite)
- Шабинит (Shabynite)
- Шабурнеит (Chabourneite)
- Шадлунит (Shadlunite)
- Шалерит (Schallerite)
- Шамеанит (Chameanite)
- Шамозит (Chamosite)
- Шандит (Shandite)
- Шанталит (Chantalite)
- Шарпит (Sharpite)
- Шатукит (Shattuckite)
- Шафарзикит (Schafarzikite)
- Шафрановскит (Shafranovskite)
- Шахнерит (Schachnerite)
- Шаховит (Shakhovite)
- Шватцит (Schwatzite)
- Шварцембергит (Schwartzenbergite)
- Шеелит (Scheelite)
- Шеневиксит (Chenevixite)
- Шервудит (Sherwoodite)
- Шерерит (Schairerite)
- Шерл (Schorl)
- Шертелит (Schertelite)
- Шесексит (Chessexite)
- Шигаит (Shigaite)
- Шизолит (Schizolite)
- Шиманскиит (Szymanskiite)
- Ширмерит (Schirmerite)
- Шифелинит (Schieffelinite)
- Шльосмахерит (Schlossmacherite)
- Шмитерит (Schmitterite)
- Шнайдерхьонит (Schneiderhöhnite)
- Шодерит (Schoderite)
- Шолцит (Scholzite)
- Шорломит (Schorlomite)
- Шортит (Shortite)
- Шпинел (Spinel)
- Шрайберзит (Schreibersite)
- Шрейерит (Schreyerite)
- Шрекингерит (Schröckingerite)
- Шриланкит (Srilankite)
- Шубнелит (Schubnelite)
- Шубниковит (Shubnikovite)
- Шуетеит (Schuetteite)
- Шуйлингит (Schuilingite)
- Шуйскит (Shuiskite)
- Шуленбергит (Schulenbergite)
- Шултенит (Schultenite)
- Шумахерит (Schumacherite)
- Шьолхорнит (Schöllhornite)
- Шьонфлисит (Schoenfliesite)

## Щ
- Щайгерит (Steigerite)
- Щербаковит (Shcherbakovite)
- Щербинаит (Shcherbinaite)
- Щернбергит (Sternbergite)
- Щилеит (Stilleite)
- Щолцит (Stolzite)
- Щренгит (Strengite)
- Щромаерит (Stromeyerite)
- Щрунцит (Strunzite)
- Щумпфлит (Stumpflite)
- Щутцит (Stutzite)

## Ю
- Югаваралит (Yugawaralite)
- Югстерит (Eugsterite)
- Юконит (Yukonite)
- Юкспорит (Yuksporite)
- Ютенбогардит (Uytenbogaardite)
- Юшкинит (Yushkinite)

## Я
- Явапаит (Yavapaiite)
- Ягиит (Yagiite)
- Яговерит (Yagoverite)
- Ягоит (Yagoite)
- Якобсит (Jacobcite)
- Янгунит (Yanggunite) = Джангунит
- Яномамит (Yanomamite)
- Янтинит (Ianthinite)
- Янхаугит (Yanhaugite) = Джанхугит
- Ярлит (Jarlite)
- Яросевичит (Jarosewichite)
- Ярозит (Jarosite)
- Ярославит (Yaroslavite)
- Яроуит (Yarrowite)
- Ясколскиит (Jaskolskiite)
- Ясмундит (Jasmundite)
- Яфсоанит (Yafsoanite)
- Яхонтовит (Yakhontovite)